# Liga Națională de handbal feminin 2023-2024
Liga Națională de handbal feminin 2023-2024, denumită din motive de sponsorizare Liga Florilor MOL, a fost a 66-a ediție a primului eșalon valoric al campionatului național de handbal feminin românesc, respectiv a 27-a ediție în sistemul Ligii Naționale. Competiția a fost organizată de Federația Română de Handbal (FRH) și a fost câștigată de CSM București.
Precum în sezonul anterior, ediția 2023-2024 a Ligii Naționale s-a desfășurat cu 14 echipe. La încheierea competiției, echipele clasate pe locurile 13–14 au retrogradat direct, în timp ce echipele clasate pe locurile 11–12 au disputat meciuri de baraj pentru menținerea în Liga Națională.

## Parteneri oficiali
Partenerii oficiali ai FRH pentru ediția 2023-2024 a Ligii Naționale au fost:
- BRD - Groupe Société Générale
- Niro Investment Group
- Ministerul Tineretului și Sportului
- Ministerul Educației și Cercetării
- Comitetul Olimpic și Sportiv Român

## Televizări
Partidele ediției 2023-2024 au fost televizate de canalul PRO Arena. Suplimentar, unele meciuri au fost difuzate online de diverse conturi Facebook și canale YouTube ale cluburilor participante.

## Echipe participante
În afara echipelor care s-au clasat pe primele 10 poziții la sfârșitul ediției 2022-2023 și care și-au păstrat astfel locul în Liga Națională, la competiție au luat parte și echipele clasate pe primele două locuri la turneul final al Diviziei A 2022-2023.
1. CSM Corona Brașov
2. CS Universitar Știința București

Alte două echipe, CS Dacia Mioveni 2012 și HC Zalău, au fost decise în urma unui turneu de promovare. Astfel, echipele care au participat în sezonul competițional 2023-2024 al Ligii Naționale de handbal feminin sunt:
| - CSM București - CS Rapid București - CS Gloria 2018 Bistrița - SCM Gloria Buzău - HC Dunărea Brăila - SCM Râmnicu Vâlcea - CS Măgura Cisnădie | - CS Minaur Baia Mare - SCM Craiova - CSM Târgu Jiu - CSM Corona Brașov - CS Universitar Știința București - CS Dacia Mioveni 2012 - HC Zalău |

## Clasament
|  | Echipe care au participat la barajul de promovare |
|  | Echipe retrogradate în Divizia A                  |

Actualizat pe 18 mai 2024;
| Poz. | Echipa                           | J  | V  | E | Î  | GM  | GP  | G     | P     |
| ---- | -------------------------------- | -- | -- | - | -- | --- | --- | ----- | ----- |
| 1    | CSM București                    | 26 | 24 | 1 | 1  | 887 | 669 | + 218 | 73    |
| 2    | CS Rapid București               | 26 | 21 | 1 | 4  | 801 | 659 | + 142 | 64    |
| 3    | CS Gloria 2018 Bistrița          | 26 | 20 | 0 | 6  | 766 | 673 | + 93  | 60    |
| 4    | HC Dunărea Brăila                | 26 | 19 | 2 | 5  | 814 | 699 | + 115 | 59    |
| 5    | SCM Râmnicu Vâlcea               | 26 | 16 | 1 | 9  | 872 | 796 | + 76  | 49    |
| 6    | SCM Craiova                      | 26 | 11 | 2 | 13 | 734 | 753 | – 19  | 35    |
| 7    | SCM Gloria Buzău                 | 26 | 11 | 1 | 14 | 747 | 755 | – 8   | 34    |
| 8    | CSM Corona Brașov                | 26 | 10 | 2 | 14 | 780 | 811 | – 31  | 32    |
| 9    | CS Minaur Baia Mare              | 26 | 10 | 1 | 15 | 719 | 758 | – 39  | 311)  |
| 10   | CS Măgura Cisnădie               | 26 | 9  | 4 | 13 | 762 | 782 | – 20  | 311)  |
| 11   | CSM Târgu Jiu                    | 26 | 10 | 0 | 16 | 644 | 720 | – 76  | 30    |
| 12   | HC Zalău                         | 26 | 7  | 2 | 17 | 651 | 740 | – 89  | 23    |
| ▼13  | CS Universitar Știința București | 26 | 0  | 0 | 26 | 606 | 845 | – 239 | 0     |
| ▼14  | CS Dacia Mioveni 2012            | 26 | 5  | 1 | 20 | 666 | 789 | – 123 | – 72) |

1) Conform articolului 3.1.1. din regulamentul de desfășurare a campionatului, principalul criteriu de departajare finală „a două echipe aflate la egalitate de puncte și de jocuri disputate” a fost diferența de goluri în meciurile directe. În tur, Minaur Baia Mare a învins Măgura Cisnădie cu 29–27, iar în retur cu 33–32, rezultat general 62–59, astfel că Minaur Baia Mare s-a clasat în final înaintea Măgurei Cisnădie, în ciuda golaverajului general favorabil echipei din urmă. 
2) Prin hotărârea 671/29.09.2023, Comisia de Soluționare a Litigiilor din cadrul Federației Române de Handbal a admis memoriul handbalistei Irina Chiș și a solicitat clubului CS Dacia Mioveni 2012 să plătească unele drepturi financiare reclamate de sportivă. Pe 24 octombrie 2023, Comisia Centrală de Disciplină a reconfirmat decizia, solicitând ca plățile să se facă „în termen de 10 zile”. Pe parcursul lunilor noiembrie și decembrie 2023, respectiv ianuarie 2024, situația a fost discutată în diverse ședințe ale Comisiei Centrale de Disciplină, iar clubul din Mioveni sancționat pecuniar. Însă arestarea primarului orașului, pe 5 octombrie 2023, într-un caz de trafic de influență, a creat probleme financiare majore clubului sportiv, acesta nemaireușind să-și achite datoriile și acumulând restanțe la plata salariilor. Pe 12 martie 2024, constatând „nerespectarea de către C.S. DACIA MIOVENI 2012, a Hotărârii 690/15.11.2023, rămasă definitivă la data de 21.02.2024”, Comisia Centrală de Disciplină a FRH a decis sancționarea echipei din Mioveni cu „1 (un) punct conform art. 8.12 coroborat cu art. 8.13 din Regulamentul privind statutul și transferul jucătorului de handbal, aplicabil pentru sezonul competițional 2023-2024”.
Mai multe jucătoare ale clubului și fosta antrenoare Victorina Bora au depus și ele memorii, reclamând neplata salariilor. Pe 19 martie 2024, Comisia Centrală de Disciplină a FRH, analizând documentele prezentate de Bora și Ana Maria Mîrcă-Olariu, a decis „sancționarea clubului CS DACIA MIOVENI 2012 cu ridicarea dreptului de transfer, legitimare și drept de joc, pentru o perioadă de 2 ani, începând cu data de 20.03.2024. Concomitent, se scade un punct la fiecare 10 zile din cele obținute de echipa participantă în cel mai înalt nivel competițional, până la executarea integrală a hotărârii [...]”. În timpul ședinței Consiliului de Administrație al FRH din 11 aprilie 2024, antrenorul Daciei Mioveni, Paul Mihăilă, i-a anunțat pe cei prezenți că, începând cu data de 19 martie 2024, clubul se află în insolvență.

## Rezultate în tur
Programul ediției 2023-2024 a Ligii Naționale a fost decis prin tragere la sorți pe 30 iunie 2023.

### Etapa I
| 30 august 2023 PRO•ARENA15:30 | CSM București | 33 – 16 | HC Zalău | Sala Apollo, București Asistență: 100 Arbitri: Ciutacu, Stamatoiu |
| 30 august 2023 PRO•ARENA15:30 | Pintea 6      | (17–8)  | Stamin 5 | Sala Apollo, București Asistență: 100 Arbitri: Ciutacu, Stamatoiu |
| 30 august 2023 PRO•ARENA15:30 | 9×            | Cronica | 2× 1×    | Sala Apollo, București Asistență: 100 Arbitri: Ciutacu, Stamatoiu |

| 30 august 2023 17:00 | CS Dacia Mioveni 2012 | 27 – 33 | SCM Craiova     | Sala Sporturilor, Mioveni Asistență: 500 Arbitri: Stark, Ștefan |
| 30 august 2023 17:00 | Czeczi 9              | (12–17) | Krpež Šlezak 12 | Sala Sporturilor, Mioveni Asistență: 500 Arbitri: Stark, Ștefan |
| 30 august 2023 17:00 | 2×                    | Cronica | 5×              | Sala Sporturilor, Mioveni Asistență: 500 Arbitri: Stark, Ștefan |

| 30 august 2023 PRO•ARENA17:30 | HC Dunărea Brăila | 28 – 24 | SCM Gloria Buzău | Sala Polivalentă „Danubius”, Brăila Asistență: 500 Arbitri: Gorina, Melencu |
| 30 august 2023 PRO•ARENA17:30 | Kanaval 7         | (16–12) | Ilina 5          | Sala Polivalentă „Danubius”, Brăila Asistență: 500 Arbitri: Gorina, Melencu |
| 30 august 2023 PRO•ARENA17:30 | 4×                | Cronica | 3× 2×            | Sala Polivalentă „Danubius”, Brăila Asistență: 500 Arbitri: Gorina, Melencu |

| 30 august 2023 18:00 | SCM Râmnicu Vâlcea | 32 – 27 | CSU Știința București | Sala Sporturilor „Traian”, Râmnicu Vâlcea Arbitri: Chiriac, Cordescu |
| 30 august 2023 18:00 | Hagman, Zschocke 6 | (16–10) | Cârligeanu 6          | Sala Sporturilor „Traian”, Râmnicu Vâlcea Arbitri: Chiriac, Cordescu |
| 30 august 2023 18:00 | 3×                 | Cronica | × 1×                  | Sala Sporturilor „Traian”, Râmnicu Vâlcea Arbitri: Chiriac, Cordescu |

| 30 august 2023 18:00 | CS Gloria 2018 Bistrița | 30 – 25 | CSM Târgu Jiu    | TeraPlast Arena, Bistrița Arbitri: Lovin, Stancu |
| 30 august 2023 18:00 | Laslo 7                 | (14–12) | Böhme, Gavrilă 7 | TeraPlast Arena, Bistrița Arbitri: Lovin, Stancu |
| 30 august 2023 18:00 | 4× 1×                   | Cronica | 5× 1×            | TeraPlast Arena, Bistrița Arbitri: Lovin, Stancu |

| 30 august 2023 18:30 | CS Rapid București        | 25 – 29 | CSM Corona Brașov | Sala Polivalentă „Rapid”, București Arbitri: Pârvu, Potîrniche |
| 30 august 2023 18:30 | Badea, Buceschi, Korsós 4 | (10–15) | Carlos 8          | Sala Polivalentă „Rapid”, București Arbitri: Pârvu, Potîrniche |
| 30 august 2023 18:30 | 6× 2× 1×                  | Cronica | 3× 1×             | Sala Polivalentă „Rapid”, București Arbitri: Pârvu, Potîrniche |

| 30 august 2023 18:30 | CS Minaur Baia Mare | 29 – 27 | CS Măgura Cisnădie | Sala Sporturilor „Lascăr Pană”, Baia Mare Arbitri: Cazan, Suliman |
| 30 august 2023 18:30 | Spugnini 7          | (16–14) | İskit 7            | Sala Sporturilor „Lascăr Pană”, Baia Mare Arbitri: Cazan, Suliman |
| 30 august 2023 18:30 | 3× 2×               | Cronica | 4× 3×              | Sala Sporturilor „Lascăr Pană”, Baia Mare Arbitri: Cazan, Suliman |

### Etapa a II-a
| 2 septembrie 2023 11:00 | HC Zalău       | 24 – 22 | CS Dacia Mioveni 2012 | Sala Sporturilor „Gheorghe Tadici”, Zalău Asistență: 450 Arbitri: Gorina, Melencu |
| 2 septembrie 2023 11:00 | Bujor, Lazić 6 | (11–7)  | Czeczi 9              | Sala Sporturilor „Gheorghe Tadici”, Zalău Asistență: 450 Arbitri: Gorina, Melencu |
| 2 septembrie 2023 11:00 | 6× 1×          | Cronica | 7× 1×                 | Sala Sporturilor „Gheorghe Tadici”, Zalău Asistență: 450 Arbitri: Gorina, Melencu |

| 2 septembrie 2023 11:30 | SCM Craiova | 29 – 29 | HC Dunărea Brăila | Sala Polivalentă, Craiova Asistență: 427 Arbitri: Constantin, Gál |
| 2 septembrie 2023 11:30 | Pașcan 8    | (15–14) | Liščević 6        | Sala Polivalentă, Craiova Asistență: 427 Arbitri: Constantin, Gál |
| 2 septembrie 2023 11:30 | 6× 1× 1×    | Cronica | × 2× 1×           | Sala Polivalentă, Craiova Asistență: 427 Arbitri: Constantin, Gál |

| 2 septembrie 2023 12:00 | CSM Târgu Jiu | 25 – 33 | SCM Râmnicu Vâlcea | Sala Sporturilor, Târgu Jiu Asistență: 650 Arbitri: Costache, Vasile |
| 2 septembrie 2023 12:00 | Böhme 7       | (11–15) | Hagman 10          | Sala Sporturilor, Târgu Jiu Asistență: 650 Arbitri: Costache, Vasile |
| 2 septembrie 2023 12:00 | 7× 3×         | Cronica | 6× 2×              | Sala Sporturilor, Târgu Jiu Asistență: 650 Arbitri: Costache, Vasile |

| 2 septembrie 2023 17:00 | CSM Corona Brașov | 30 – 29 | CSU Știința București | Sala „Dumitru Popescu Colibași”, Brașov Asistență: 600 Arbitri: Mârza, Nedelea |
| 2 septembrie 2023 17:00 | Lazăr 8           | (17–12) | Leuștean 7            | Sala „Dumitru Popescu Colibași”, Brașov Asistență: 600 Arbitri: Mârza, Nedelea |
| 2 septembrie 2023 17:00 | 7× 1×             | Cronica | 4× 1×                 | Sala „Dumitru Popescu Colibași”, Brașov Asistență: 600 Arbitri: Mârza, Nedelea |

| 2 septembrie 2023 18:00 | CS Rapid București | 29 – 22 | CS Minaur Baia Mare                    | Sala Polivalentă „Rapid”, București Asistență: 750 Arbitri: Drăghici, Drăguț |
| 2 septembrie 2023 18:00 | Grozav             | (12–9)  | Pavlović, Spugnini, Tănasie, Vujović 4 | Sala Polivalentă „Rapid”, București Asistență: 750 Arbitri: Drăghici, Drăguț |
| 2 septembrie 2023 18:00 | 4× 3×              | Cronica | 2× 1×                                  | Sala Polivalentă „Rapid”, București Asistență: 750 Arbitri: Drăghici, Drăguț |

| 3 septembrie 2023 PRO•ARENA15:30 | CS Măgura Cisnădie | 29 – 34 | CSM București                       | Sala Polivalentă „Măgura”, Cisnădie Asistență: 830 Arbitri: Murariu, Tăbăcariu |
| 3 septembrie 2023 PRO•ARENA15:30 | Galińska 9         | (16–18) | Flippes, Neagu, Østergaard, Zaadi 5 | Sala Polivalentă „Măgura”, Cisnădie Asistență: 830 Arbitri: Murariu, Tăbăcariu |
| 3 septembrie 2023 PRO•ARENA15:30 | 4× 2×              | Cronica | 6×                                  | Sala Polivalentă „Măgura”, Cisnădie Asistență: 830 Arbitri: Murariu, Tăbăcariu |

| 3 septembrie 2023 PRO•ARENA17:30 | SCM Gloria Buzău | 29 – 34 | CS Gloria 2018 Bistrița | Sala Sporturilor „Romeo Iamandi”, Buzău Asistență: 1000 Arbitri: Ghesoiu, Tița |
| 3 septembrie 2023 PRO•ARENA17:30 | Pál 10           | (12–18) | Laslo 7                 | Sala Sporturilor „Romeo Iamandi”, Buzău Asistență: 1000 Arbitri: Ghesoiu, Tița |
| 3 septembrie 2023 PRO•ARENA17:30 | 6× 1×            | Cronica | 7×                      | Sala Sporturilor „Romeo Iamandi”, Buzău Asistență: 1000 Arbitri: Ghesoiu, Tița |

### Etapa a III-a
| 8 septembrie 2023 PRO•ARENA17:30 | SCM Râmnicu Vâlcea | 30 – 24 | SCM Gloria Buzău | Sala Sporturilor „Traian”, Râmnicu Vâlcea Arbitri: Constantin, Enache |
| 8 septembrie 2023 PRO•ARENA17:30 | Hagman 6           | (13–9)  | Iuganu 7         | Sala Sporturilor „Traian”, Râmnicu Vâlcea Arbitri: Constantin, Enache |
| 8 septembrie 2023 PRO•ARENA17:30 | 6× 3× 1×           | Cronica | 5× 2×            | Sala Sporturilor „Traian”, Râmnicu Vâlcea Arbitri: Constantin, Enache |

| 9 septembrie 2023 16:00 | CS Universitar Știința București | 23 – 24 | CSM Târgu Jiu       | Sala Agronomia, București Asistență: 280 Arbitri: Agliceriu, Turdean |
| 9 septembrie 2023 16:00 | Dăscălete 5                      | (16–16) | Chiricuță, Ciolan 6 | Sala Agronomia, București Asistență: 280 Arbitri: Agliceriu, Turdean |
| 9 septembrie 2023 16:00 | 5× 3×                            | Cronica | 5× 2×               | Sala Agronomia, București Asistență: 280 Arbitri: Agliceriu, Turdean |

| 9 septembrie 2023 17:00 | CS Gloria 2018 Bistrița | 28 – 30 | SCM Craiova     | TeraPlast Arena, Bistrița Asistență: 2000 Arbitri: Ifrim, Ilisei |
| 9 septembrie 2023 17:00 | Laslo 11                | (13–16) | Krpež Šlezak 10 | TeraPlast Arena, Bistrița Asistență: 2000 Arbitri: Ifrim, Ilisei |
| 9 septembrie 2023 17:00 | 2× 2×                   | Cronica | 4× 2×           | TeraPlast Arena, Bistrița Asistență: 2000 Arbitri: Ifrim, Ilisei |

| 9 septembrie 2023 17:00 | HC Dunărea Brăila    | 34 – 21 | HC Zalău | Sala Polivalentă „Danubius”, Brăila Asistență: 500 Arbitri: Mârza, Nedelea |
| 9 septembrie 2023 17:00 | González, Živković 5 | (18–11) | Bujor 7  | Sala Polivalentă „Danubius”, Brăila Asistență: 500 Arbitri: Mârza, Nedelea |
| 9 septembrie 2023 17:00 | 10× 1×               | Cronica | 5× 1× 1× | Sala Polivalentă „Danubius”, Brăila Asistență: 500 Arbitri: Mârza, Nedelea |

| 9 septembrie 2023 PRO•ARENA17:30 | CS Dacia Mioveni 2012 | 30 – 30 | CS Măgura Cisnădie | Sala Sporturilor, Mioveni Arbitri: Șerbu, Vasilescu |
| 9 septembrie 2023 PRO•ARENA17:30 | Andriciuk 7           | (14–15) | İskit 10           | Sala Sporturilor, Mioveni Arbitri: Șerbu, Vasilescu |
| 9 septembrie 2023 PRO•ARENA17:30 | 4× 2×                 | Cronica | 7× 3× 1×           | Sala Sporturilor, Mioveni Arbitri: Șerbu, Vasilescu |

| 9 septembrie 2023 18:00 | CS Minaur Baia Mare | 26 – 25 | CSM Corona Brașov | Sala Sporturilor „Lascăr Pană”, Baia Mare Arbitri: Lovin, Stancu |
| 9 septembrie 2023 18:00 | Spugnini, Tănasie 7 | (9–11)  | Boiciuc 5         | Sala Sporturilor „Lascăr Pană”, Baia Mare Arbitri: Lovin, Stancu |
| 9 septembrie 2023 18:00 | 4× 1×               | Cronica | 3× 1×             | Sala Sporturilor „Lascăr Pană”, Baia Mare Arbitri: Lovin, Stancu |

| 13 septembrie 2023 PRO•ARENA17:30 | CSM București | 25 – 21 | CS Rapid București | Sala Polivalentă, București Asistență: 2000 Arbitri: Stark, Ștefan |
| 13 septembrie 2023 PRO•ARENA17:30 | Neagu 8       | (11–10) | Korsós 4           | Sala Polivalentă, București Asistență: 2000 Arbitri: Stark, Ștefan |
| 13 septembrie 2023 PRO•ARENA17:30 | 4× 1×         | Cronica | 2× 2×              | Sala Polivalentă, București Asistență: 2000 Arbitri: Stark, Ștefan |

### Etapa a IV-a
| 16 septembrie 2023 11:00 | HC Zalău | 21 – 23 | CS Gloria 2018 Bistrița | Sala Sporturilor „Gheorghe Tadici”, Zalău Asistență: 800 Arbitri: Gherman, Moldovan |
| 16 septembrie 2023 11:00 | Stamin 7 | (11–10) | Bazaliu 8               | Sala Sporturilor „Gheorghe Tadici”, Zalău Asistență: 800 Arbitri: Gherman, Moldovan |
| 16 septembrie 2023 11:00 | 6× 2× 1× | Cronica | 6× 2×                   | Sala Sporturilor „Gheorghe Tadici”, Zalău Asistență: 800 Arbitri: Gherman, Moldovan |

| 16 septembrie 2023 17:00 | SCM Gloria Buzău | 30 – 22 | CS Universitar Știința București | Sala Sporturilor „Romeo Iamandi”, Buzău Asistență: 1000 Arbitri: Costache, Vasile |
| 16 septembrie 2023 17:00 | Pál 8            | (18–10) | Gîjulete 5                       | Sala Sporturilor „Romeo Iamandi”, Buzău Asistență: 1000 Arbitri: Costache, Vasile |
| 16 septembrie 2023 17:00 | 7× 3× 1×         | Cronica | 2× 1×                            | Sala Sporturilor „Romeo Iamandi”, Buzău Asistență: 1000 Arbitri: Costache, Vasile |

| 16 septembrie 2023 17:00 | CSM Corona Brașov | 26 – 27 | CSM Târgu Jiu | Sala „Dumitru Popescu Colibași”, Brașov Asistență: 400 Arbitri: Constantin, Gál |
| 16 septembrie 2023 17:00 | Carlos 8          | (11–13) | Böhme 8       | Sala „Dumitru Popescu Colibași”, Brașov Asistență: 400 Arbitri: Constantin, Gál |
| 16 septembrie 2023 17:00 | 5× 1×             | Cronica | 8× 2×         | Sala „Dumitru Popescu Colibași”, Brașov Asistență: 400 Arbitri: Constantin, Gál |

| 16 septembrie 2023 18:00 | CS Măgura Cisnădie | 35 – 29 | HC Dunărea Brăila | Sala Polivalentă „Măgura”, Cisnădie Asistență: 500 Arbitri: Lovin, Stancu |
| 16 septembrie 2023 18:00 | Abed Kader 10      | (16–15) | González 5        | Sala Polivalentă „Măgura”, Cisnădie Asistență: 500 Arbitri: Lovin, Stancu |
| 16 septembrie 2023 18:00 | 3× 2×              | Cronica | 1×                | Sala Polivalentă „Măgura”, Cisnădie Asistență: 500 Arbitri: Lovin, Stancu |

| 17 septembrie 2023 YouTube SCM Craiova16:30 | SCM Craiova    | 29 – 35 | SCM Râmnicu Vâlcea | Sala Polivalentă, Craiova Arbitri: Cazan, Suliman |
| 17 septembrie 2023 YouTube SCM Craiova16:30 | Krpež Šlezak 7 | (18–17) | Wollik 11          | Sala Polivalentă, Craiova Arbitri: Cazan, Suliman |
| 17 septembrie 2023 YouTube SCM Craiova16:30 | 1× 1×          | Cronica | 4× 1×              | Sala Polivalentă, Craiova Arbitri: Cazan, Suliman |

| 19 septembrie 2023 18:30 | CS Rapid București | 33 – 26 | CS Dacia Mioveni 2012 | Sala Polivalentă „Rapid”, București Asistență: 350 Arbitri: Georgescu, Moldoveanu |
| 19 septembrie 2023 18:30 | Grozav 9           | (18–13) | Czeczi 5              | Sala Polivalentă „Rapid”, București Asistență: 350 Arbitri: Georgescu, Moldoveanu |
| 19 septembrie 2023 18:30 | 8× 3×              | Cronica | 4× 1×                 | Sala Polivalentă „Rapid”, București Asistență: 350 Arbitri: Georgescu, Moldoveanu |

| 28 septembrie 2023 17:30 | CS Minaur Baia Mare  | 22 – 29 | CSM București | Sala Sporturilor „Lascăr Pană”, Baia Mare Asistență: 600 Arbitri: Popa, Velișca |
| 28 septembrie 2023 17:30 | Lundbäck, Pavlović 4 | (9–15)  | Pintea 5      | Sala Sporturilor „Lascăr Pană”, Baia Mare Asistență: 600 Arbitri: Popa, Velișca |
| 28 septembrie 2023 17:30 | 1×                   | Cronica | 6× 1×         | Sala Sporturilor „Lascăr Pană”, Baia Mare Asistență: 600 Arbitri: Popa, Velișca |

### Etapa a V-a
| 23 septembrie 2023 13:00 | CS Universitar Știința București | 24 – 35 | SCM Craiova     | Sala Agronomia, București Asistență: 150 Arbitri: Avădani, Popovici |
| 23 septembrie 2023 13:00 | Čavlović 4                       | (11–21) | Krpež Šlezak 12 | Sala Agronomia, București Asistență: 150 Arbitri: Avădani, Popovici |
| 23 septembrie 2023 13:00 | 2×                               | Cronica | 7× 1×           | Sala Agronomia, București Asistență: 150 Arbitri: Avădani, Popovici |

| 23 septembrie 2023 17:00 | CS Gloria 2018 Bistrița | 35 – 25 | CS Măgura Cisnădie | TeraPlast Arena, Bistrița Arbitri: Gorina, Melencu |
| 23 septembrie 2023 17:00 | Bazaliu 8               | (17–15) | Abed Kader 12      | TeraPlast Arena, Bistrița Arbitri: Gorina, Melencu |
| 23 septembrie 2023 17:00 | 3× 1×                   | Cronica | 4× 3×              | TeraPlast Arena, Bistrița Arbitri: Gorina, Melencu |

| 23 septembrie 2023 PRO•ARENA17:30 | CS Dacia Mioveni 2012 | 33 – 27 | CS Minaur Baia Mare | Sala Sporturilor, Mioveni Asistență: 1000 Arbitri: Gheșoiu, Tița |
| 23 septembrie 2023 PRO•ARENA17:30 | Czeczi 13             | (18–15) | Vujović 7           | Sala Sporturilor, Mioveni Asistență: 1000 Arbitri: Gheșoiu, Tița |
| 23 septembrie 2023 PRO•ARENA17:30 | 5×                    | Cronica | 5× 2×               | Sala Sporturilor, Mioveni Asistență: 1000 Arbitri: Gheșoiu, Tița |

| 23 septembrie 2023 18:00 | CSM Târgu Jiu | 25 – 28 | SCM Gloria Buzău | Sala Sporturilor, Târgu Jiu Asistență: 900 Arbitri: Cazan, Suliman |
| 23 septembrie 2023 18:00 | Moldovan 6    | (13–14) | Pál 8            | Sala Sporturilor, Târgu Jiu Asistență: 900 Arbitri: Cazan, Suliman |
| 23 septembrie 2023 18:00 | 5× 1×         | Cronica | 6×               | Sala Sporturilor, Târgu Jiu Asistență: 900 Arbitri: Cazan, Suliman |

| 23 septembrie 2023 PRO•ARENA18:00 | SCM Râmnicu Vâlcea | 32 – 30 | HC Zalău        | Sala Sporturilor „Traian”, Râmnicu Vâlcea Arbitri: Agliceriu, Turdean |
| 23 septembrie 2023 PRO•ARENA18:00 | Hagman 11          | (14–18) | Lazić, Stamin 8 | Sala Sporturilor „Traian”, Râmnicu Vâlcea Arbitri: Agliceriu, Turdean |
| 23 septembrie 2023 PRO•ARENA18:00 | 3× 2×              | Cronica | 8× 2× 1×        | Sala Sporturilor „Traian”, Râmnicu Vâlcea Arbitri: Agliceriu, Turdean |

| 27 septembrie 2023 17:30 | HC Dunărea Brăila | 28 – 27 | CS Rapid București | Sala Polivalentă „Danubius”, Brăila Asistență: 1000 Arbitri: Belean, Hendrea |
| 27 septembrie 2023 17:30 | Živković 7        | (16–12) | Grozav, Korsós 6   | Sala Polivalentă „Danubius”, Brăila Asistență: 1000 Arbitri: Belean, Hendrea |
| 27 septembrie 2023 17:30 | 4× 1×             | Cronica | 5× 2×              | Sala Polivalentă „Danubius”, Brăila Asistență: 1000 Arbitri: Belean, Hendrea |

| 5 octombrie 2023 17:30 | CSM București | 41 – 29 | CSM Corona Brașov | Sala Apollo, București Asistență: 380 Arbitri: Bălan, Savin |
| 5 octombrie 2023 17:30 | Østergaard 8  | (22–16) | Boiciuc 6         | Sala Apollo, București Asistență: 380 Arbitri: Bălan, Savin |
| 5 octombrie 2023 17:30 | 6× 2×         | Cronica | 5×                | Sala Apollo, București Asistență: 380 Arbitri: Bălan, Savin |

### Etapa a VI-a
| 2 octombrie 2023 18:00 | CSM Corona Brașov | 34 – 35 | SCM Gloria Buzău | Sala „Dumitru Popescu Colibași”, Brașov Asistență: 100 Arbitri: Ifrim, Ilisei |
| 2 octombrie 2023 18:00 | Klikovac 8        | (15–21) | Iuganu 11        | Sala „Dumitru Popescu Colibași”, Brașov Asistență: 100 Arbitri: Ifrim, Ilisei |
| 2 octombrie 2023 18:00 | 4× 3×             | Cronica | 8× 1×            | Sala „Dumitru Popescu Colibași”, Brașov Asistență: 100 Arbitri: Ifrim, Ilisei |

| 4 octombrie 2023 PRO•ARENA15:30 | CS Măgura Cisnădie | 36 – 36 | SCM Râmnicu Vâlcea | Sala Polivalentă „Măgura”, Cisnădie Asistență: 556 Arbitri: Ghesoiu, Tița |
| 4 octombrie 2023 PRO•ARENA15:30 | Roșu 9             | (19–16) | Hagman 10          | Sala Polivalentă „Măgura”, Cisnădie Asistență: 556 Arbitri: Ghesoiu, Tița |
| 4 octombrie 2023 PRO•ARENA15:30 | 7× 2×              | Cronica | 5× 3× 1×           | Sala Polivalentă „Măgura”, Cisnădie Asistență: 556 Arbitri: Ghesoiu, Tița |

| 4 octombrie 2023 17:30 | HC Zalău   | 28 – 23 | CSU Știința București  | Sala Sporturilor „Gheorghe Tadici”, Zalău Asistență: 500 Arbitri: Drăgănescu, Rădulescu |
| 4 octombrie 2023 17:30 | Naumenko 8 | (14–11) | Cârligeanu, Gicevska 5 | Sala Sporturilor „Gheorghe Tadici”, Zalău Asistență: 500 Arbitri: Drăgănescu, Rădulescu |
| 4 octombrie 2023 17:30 | 6× 2× 1×   | Cronica | 6× 1×                  | Sala Sporturilor „Gheorghe Tadici”, Zalău Asistență: 500 Arbitri: Drăgănescu, Rădulescu |

| 4 octombrie 2023 PRO•ARENA17:30 | CS Rapid București | 30 – 22 | CS Gloria 2018 Bistrița | Sala Polivalentă „Rapid”, București Asistență: 400 Arbitri: Barbu, Badiu |
| 4 octombrie 2023 PRO•ARENA17:30 | Kassoma, Korsós 6  | (14–10) | Laslo 8                 | Sala Polivalentă „Rapid”, București Asistență: 400 Arbitri: Barbu, Badiu |
| 4 octombrie 2023 PRO•ARENA17:30 | 5× 1× 1×           | Cronica | 6× 1×                   | Sala Polivalentă „Rapid”, București Asistență: 400 Arbitri: Barbu, Badiu |

| 4 octombrie 2023 18:00 | SCM Craiova     | 27 – 24 | CSM Târgu Jiu | Sala Polivalentă, Craiova Asistență: 150 Arbitri: Georgescu, Moldoveanu |
| 4 octombrie 2023 18:00 | Krpež Šlezak 12 | (14–8)  | Böhme 8       | Sala Polivalentă, Craiova Asistență: 150 Arbitri: Georgescu, Moldoveanu |
| 4 octombrie 2023 18:00 | 6× 2×           | Cronica | 8× 2×         | Sala Polivalentă, Craiova Asistență: 150 Arbitri: Georgescu, Moldoveanu |

| 4 octombrie 2023 18:30 | CS Minaur Baia Mare | 21 – 30 | HC Dunărea Brăila | Sala Sporturilor „Lascăr Pană”, Baia Mare Arbitri: Constantin, Enache |
| 4 octombrie 2023 18:30 | Spugnini, Vujović 5 | (11–15) | Araújo 5          | Sala Sporturilor „Lascăr Pană”, Baia Mare Arbitri: Constantin, Enache |
| 4 octombrie 2023 18:30 | 4× 1×               | Cronica | 3×                | Sala Sporturilor „Lascăr Pană”, Baia Mare Arbitri: Constantin, Enache |

| 18 octombrie 2023 17:30 | CSM București         | 37 – 21 | CS Dacia Mioveni 2012 | Sala Apollo, București Asistență: 230 Arbitri: Agliceriu, Turdean |
| 18 octombrie 2023 17:30 | Arntzen, Kobylińska 5 | (17–6)  | Dežić 5               | Sala Apollo, București Asistență: 230 Arbitri: Agliceriu, Turdean |
| 18 octombrie 2023 17:30 | 8× 2×                 | Cronica | 5× 2×                 | Sala Apollo, București Asistență: 230 Arbitri: Agliceriu, Turdean |

### Etapa a VII-a
| 18 octombrie 2023 PRO•ARENA17:30 | SCM Râmnicu Vâlcea | 32 – 33 | CS Rapid București | Sala Sporturilor „Traian”, Râmnicu Vâlcea Arbitri: Pârvu, Potîrniche |
| 18 octombrie 2023 PRO•ARENA17:30 | Gogîrlă 9          | (17–17) | Grozav 8           | Sala Sporturilor „Traian”, Râmnicu Vâlcea Arbitri: Pârvu, Potîrniche |
| 18 octombrie 2023 PRO•ARENA17:30 | 5× 1×              | Cronica | 7× 1× 2× 1×        | Sala Sporturilor „Traian”, Râmnicu Vâlcea Arbitri: Pârvu, Potîrniche |

| 20 octombrie 2023 PRO•ARENA17:30 | CS Gloria 2018 Bistrița | 34 – 24 | CS Minaur Baia Mare | TeraPlast Arena, Bistrița Arbitri: Mârza, Nedelea |
| 20 octombrie 2023 PRO•ARENA17:30 | Laslo 7                 | (13–13) | Tănasie 7           | TeraPlast Arena, Bistrița Arbitri: Mârza, Nedelea |
| 20 octombrie 2023 PRO•ARENA17:30 | 7× 1×                   | Cronica | 5× 1×               | TeraPlast Arena, Bistrița Arbitri: Mârza, Nedelea |

| 21 octombrie 2023 12:00 | CSM Târgu Jiu | 28 – 25 | HC Zalău | Sala Sporturilor, Târgu Jiu Arbitri: Manafu, Pavel |
| 21 octombrie 2023 12:00 | Ciolan 7      | (14–11) | Lazić 6  | Sala Sporturilor, Târgu Jiu Arbitri: Manafu, Pavel |
| 21 octombrie 2023 12:00 | 2× 3×         | Cronica | 2× 2×    | Sala Sporturilor, Târgu Jiu Arbitri: Manafu, Pavel |

| 21 octombrie 2023 18:00 | SCM Gloria Buzău | 23 – 29 | SCM Craiova                                   | Sala Sporturilor „Romeo Iamandi”, Buzău Asistență: 500 Arbitri: Stark, Ștefan |
| 21 octombrie 2023 18:00 | Iuganu, Papp 6   | (13–16) | Krpež Šlezak, Milosavljević, Mugoša, Pașcan 6 | Sala Sporturilor „Romeo Iamandi”, Buzău Asistență: 500 Arbitri: Stark, Ștefan |
| 21 octombrie 2023 18:00 | 4×               | Cronica | 2× 2×                                         | Sala Sporturilor „Romeo Iamandi”, Buzău Asistență: 500 Arbitri: Stark, Ștefan |

| 21 octombrie 2023 17:30 | CS Dacia Mioveni 2012 | 30 – 36 | CSM Corona Brașov | Sala Sporturilor, Mioveni Asistență: 1000 Arbitri: Constantin, Enache |
| 21 octombrie 2023 17:30 | Czeczi 9              | (18–15) | Pletikosić 7      | Sala Sporturilor, Mioveni Asistență: 1000 Arbitri: Constantin, Enache |
| 21 octombrie 2023 17:30 | 3× 1×                 | Cronica | 8× 2× 1×          | Sala Sporturilor, Mioveni Asistență: 1000 Arbitri: Constantin, Enache |

| 21 octombrie 2023 17:30 | CSU Știința București | 28 – 31 | CS Măgura Cisnădie | Sala Elite, București Asistență: 50 Arbitri: Constantin, Gál |
| 21 octombrie 2023 17:30 | Leuștean 7            | (15–16) | İskit, Roșu 11     | Sala Elite, București Asistență: 50 Arbitri: Constantin, Gál |
| 21 octombrie 2023 17:30 | 3×                    | Cronica | 8× 2×              | Sala Elite, București Asistență: 50 Arbitri: Constantin, Gál |

| 25 octombrie 2023 PRO•ARENA17:30 | HC Dunărea Brăila | 24 – 31 | CSM București | Sala Polivalentă „Danubius”, Brăila Asistență: 1852 Arbitri: Stark, Ștefan |
| 25 octombrie 2023 PRO•ARENA17:30 | González 6        | (10–14) | Ingstad 6     | Sala Polivalentă „Danubius”, Brăila Asistență: 1852 Arbitri: Stark, Ștefan |
| 25 octombrie 2023 PRO•ARENA17:30 | 2× 2×             | Cronica | 5× 2×         | Sala Polivalentă „Danubius”, Brăila Asistență: 1852 Arbitri: Stark, Ștefan |

### Etapa a VIII-a
| 25 octombrie 2023 18:30 | CS Rapid București | 35 – 22 | CSU Știința București | Sala Polivalentă „Rapid”, București Asistență: 500 Arbitri: Badea, Sándor |
| 25 octombrie 2023 18:30 | Grozav 8           | (17–9)  | Lăscăteu, Șerban 5    | Sala Polivalentă „Rapid”, București Asistență: 500 Arbitri: Badea, Sándor |
| 25 octombrie 2023 18:30 | 5×                 | Cronica | 4×                    | Sala Polivalentă „Rapid”, București Asistență: 500 Arbitri: Badea, Sándor |

| 28 octombrie 2023 10:30 | HC Zalău | 27 – 27 | SCM Gloria Buzău | Sala Sporturilor „Gheorghe Tadici”, Zalău Asistență: 500 Arbitri: Badiu, Barbu |
| 28 octombrie 2023 10:30 | Stamin 6 | (14–14) | Coman 7          | Sala Sporturilor „Gheorghe Tadici”, Zalău Asistență: 500 Arbitri: Badiu, Barbu |
| 28 octombrie 2023 10:30 | 5× 2×    | Cronica | 6× 1×            | Sala Sporturilor „Gheorghe Tadici”, Zalău Asistență: 500 Arbitri: Badiu, Barbu |

| 28 octombrie 2023 PRO•ARENA15:30 | CSM Corona Brașov         | 27 – 32 | SCM Craiova     | Sala „Dumitru Popescu Colibași”, Brașov Asistență: 150 Arbitri: Belean, Hendrea |
| 28 octombrie 2023 PRO•ARENA15:30 | Boiciuc, Klikovac, Lasm 5 | (13–17) | Krpež Šlezak 11 | Sala „Dumitru Popescu Colibași”, Brașov Asistență: 150 Arbitri: Belean, Hendrea |
| 28 octombrie 2023 PRO•ARENA15:30 | 1× 2×                     | Cronica | 4× 2×           | Sala „Dumitru Popescu Colibași”, Brașov Asistență: 150 Arbitri: Belean, Hendrea |

| 28 octombrie 2023 PRO•ARENA17:30 | CS Minaur Baia Mare | 33 – 34 | SCM Râmnicu Vâlcea | Sala Sporturilor „Lascăr Pană”, Baia Mare Arbitri: Constantin, Gál |
| 28 octombrie 2023 PRO•ARENA17:30 | Pavlović 7          | (21–19) | Gogîrlă, Hagman 7  | Sala Sporturilor „Lascăr Pană”, Baia Mare Arbitri: Constantin, Gál |
| 28 octombrie 2023 PRO•ARENA17:30 | 8× 1×               | Cronica | 6× 1×              | Sala Sporturilor „Lascăr Pană”, Baia Mare Arbitri: Constantin, Gál |

| 28 octombrie 2023 18:00 | CS Măgura Cisnădie | 30 – 29 | CSM Târgu Jiu | Sala Polivalentă „Măgura”, Cisnădie Asistență: 545 Arbitri: Drăghici, Drăguț |
| 28 octombrie 2023 18:00 | İskit 10           | (14–14) | Moldovan 9    | Sala Polivalentă „Măgura”, Cisnădie Asistență: 545 Arbitri: Drăghici, Drăguț |
| 28 octombrie 2023 18:00 | 7× 2×              | Cronica | 6× 3×         | Sala Polivalentă „Măgura”, Cisnădie Asistență: 545 Arbitri: Drăghici, Drăguț |

| 29 octombrie 2023 PRO•ARENA17:30 | CS Dacia Mioveni 2012 | 19 – 27 | HC Dunărea Brăila | Sala Sporturilor, Mioveni Asistență: 500 Arbitri: Bălan, Savin |
| 29 octombrie 2023 PRO•ARENA17:30 | Czeczi 5              | (13–11) | González 7        | Sala Sporturilor, Mioveni Asistență: 500 Arbitri: Bălan, Savin |
| 29 octombrie 2023 PRO•ARENA17:30 | 2× 2×                 | Cronica | 5× 2×             | Sala Sporturilor, Mioveni Asistență: 500 Arbitri: Bălan, Savin |

| 2 noiembrie 2023 PRO•ARENA17:30 | CSM București | 28 – 31 | CS Gloria 2018 Bistrița | Sala Polivalentă, București Asistență: 1000 Arbitri: Cazan, Suliman |
| 2 noiembrie 2023 PRO•ARENA17:30 | Neagu 7       | (17–15) | Laslo 11                | Sala Polivalentă, București Asistență: 1000 Arbitri: Cazan, Suliman |
| 2 noiembrie 2023 PRO•ARENA17:30 | 3× 2× 1×      | Cronica | 3× 2×                   | Sala Polivalentă, București Asistență: 1000 Arbitri: Cazan, Suliman |

### Etapa a IX-a
| 4 noiembrie 2023 12:00 | SCM Craiova    | 38 – 25 | HC Zalău | Sala Polivalentă, Craiova Asistență: 300 Arbitri: Constantin, Enache |
| 4 noiembrie 2023 12:00 | Krpež Šlezak 8 | (21–13) | Lazić 8  | Sala Polivalentă, Craiova Asistență: 300 Arbitri: Constantin, Enache |
| 4 noiembrie 2023 12:00 | 5× 1×          | Cronica | 2× 2×    | Sala Polivalentă, Craiova Asistență: 300 Arbitri: Constantin, Enache |

| 4 noiembrie 2023 17:00 | HC Dunărea Brăila | 39 – 36 | CSM Corona Brașov | Sala Polivalentă „Danubius”, Brăila Asistență: 1000 Arbitri: Georgescu, Moldoveanu |
| 4 noiembrie 2023 17:00 | Da Rocha 8        | (16–15) | Carlos 10         | Sala Polivalentă „Danubius”, Brăila Asistență: 1000 Arbitri: Georgescu, Moldoveanu |
| 4 noiembrie 2023 17:00 | 6× 2×             | Cronica | 7× 2×             | Sala Polivalentă „Danubius”, Brăila Asistență: 1000 Arbitri: Georgescu, Moldoveanu |

| 4 noiembrie 2023 PRO•ARENA17:30 | CSM Târgu Jiu | 20 – 32 | CS Rapid București | Sala Sporturilor, Târgu Jiu Asistență: 1200 Arbitri: Mârza, Nedelea |
| 4 noiembrie 2023 PRO•ARENA17:30 | Böhme 5       | (10–15) | Korsós 10          | Sala Sporturilor, Târgu Jiu Asistență: 1200 Arbitri: Mârza, Nedelea |
| 4 noiembrie 2023 PRO•ARENA17:30 | 7× 1×         | Cronica | 4×                 | Sala Sporturilor, Târgu Jiu Asistență: 1200 Arbitri: Mârza, Nedelea |

| 4 noiembrie 2023 18:00 | SCM Gloria Buzău | 30 – 27 | CS Măgura Cisnădie | Sala Sporturilor „Romeo Iamandi”, Buzău Asistență: 500 Arbitri: Stark, Ștefan |
| 4 noiembrie 2023 18:00 | Pál 12           | (16–15) | Roșu 7             | Sala Sporturilor „Romeo Iamandi”, Buzău Asistență: 500 Arbitri: Stark, Ștefan |
| 4 noiembrie 2023 18:00 | 5× 2×            | Cronica | 2×                 | Sala Sporturilor „Romeo Iamandi”, Buzău Asistență: 500 Arbitri: Stark, Ștefan |

| 4 noiembrie 2023 18:00 | CSU Știința București | 19 – 36 | CS Minaur Baia Mare | Sala Agronomia, București Asistență: 150 Arbitri: Manafu, Pavel |
| 4 noiembrie 2023 18:00 | Gicevska 6            | (10–19) | Tănasie 11          | Sala Agronomia, București Asistență: 150 Arbitri: Manafu, Pavel |
| 4 noiembrie 2023 18:00 | 3× 3×                 | Cronica | 4× 1×               | Sala Agronomia, București Asistență: 150 Arbitri: Manafu, Pavel |

| 5 noiembrie 2023 17:00 | CS Gloria 2018 Bistrița | 29 – 17 | CS Dacia Mioveni 2012 | TeraPlast Arena, Bistrița Asistență: 2000 Arbitri: Manea, Iliescu |
| 5 noiembrie 2023 17:00 | Bazaliu 8               | (13–7)  | Ilie 5                | TeraPlast Arena, Bistrița Asistență: 2000 Arbitri: Manea, Iliescu |
| 5 noiembrie 2023 17:00 | 6× 1×                   | Cronica | 4×                    | TeraPlast Arena, Bistrița Asistență: 2000 Arbitri: Manea, Iliescu |

| 7 noiembrie 2023 PRO•ARENA17:30 | SCM Râmnicu Vâlcea | 29 – 42 | CSM București | Sala Sporturilor „Traian”, Râmnicu Vâlcea Arbitri: Gorina, Melencu |
| 7 noiembrie 2023 PRO•ARENA17:30 | Gogîrlă 8          | (15–20) | Pintea 9      | Sala Sporturilor „Traian”, Râmnicu Vâlcea Arbitri: Gorina, Melencu |
| 7 noiembrie 2023 PRO•ARENA17:30 | 3×                 | Cronica | 6× 2×         | Sala Sporturilor „Traian”, Râmnicu Vâlcea Arbitri: Gorina, Melencu |

### Etapa a X-a
| 8 noiembrie 2023 PRO•ARENA17:30 | HC Dunărea Brăila | 26 – 27 | CS Gloria 2018 Bistrița | Sala Polivalentă „Danubius”, Brăila Asistență: 1000 Arbitri: Lovin, Stancu |
| 8 noiembrie 2023 PRO•ARENA17:30 | Živković 6        | (14–12) | De Araújo 8             | Sala Polivalentă „Danubius”, Brăila Asistență: 1000 Arbitri: Lovin, Stancu |
| 8 noiembrie 2023 PRO•ARENA17:30 | 3× 2×             | Cronica | 3× 2×                   | Sala Polivalentă „Danubius”, Brăila Asistență: 1000 Arbitri: Lovin, Stancu |

| 8 noiembrie 2023 18:30 | CS Rapid București | 31 – 23 | SCM Gloria Buzău | Sala Polivalentă „Rapid”, București Asistență: 600 Arbitri: Constantin, Enache |
| 8 noiembrie 2023 18:30 | Polman 9           | (12–10) | Iuganu           | Sala Polivalentă „Rapid”, București Asistență: 600 Arbitri: Constantin, Enache |
| 8 noiembrie 2023 18:30 | 3× 1×              | Cronica | 6×               | Sala Polivalentă „Rapid”, București Asistență: 600 Arbitri: Constantin, Enache |

| 11 noiembrie 2023 16:00 | CSM Corona Brașov | 28 – 28 | HC Zalău       | Sala „Dumitru Popescu Colibași”, Brașov Asistență: 300 Arbitri: Mârza, Nedelea |
| 11 noiembrie 2023 16:00 | Dumitrașcu 8      | (10–15) | Ben Abdallah 8 | Sala „Dumitru Popescu Colibași”, Brașov Asistență: 300 Arbitri: Mârza, Nedelea |
| 11 noiembrie 2023 16:00 | 8× 1×             | Cronica | 7× 1×          | Sala „Dumitru Popescu Colibași”, Brașov Asistență: 300 Arbitri: Mârza, Nedelea |

| 11 noiembrie 2023 PRO•ARENA17:30 | CS Dacia Mioveni 2012 | 31 – 24 | SCM Râmnicu Vâlcea | Sala Sporturilor, Mioveni Asistență: 1000 Arbitri: Costache, Vasile |
| 11 noiembrie 2023 PRO•ARENA17:30 | Ilie 7                | (17–12) | Gogîrlă, Hagman 6  | Sala Sporturilor, Mioveni Asistență: 1000 Arbitri: Costache, Vasile |
| 11 noiembrie 2023 PRO•ARENA17:30 | 4× 1×                 | Cronica | 6× 2× 1×           | Sala Sporturilor, Mioveni Asistență: 1000 Arbitri: Costache, Vasile |

| 11 noiembrie 2023 18:00 | CS Minaur Baia Mare  | 27 – 25 | CSM Târgu Jiu           | Sala Sporturilor „Lascăr Pană”, Baia Mare Asistență: 800 Arbitri: Murariu, Tăbăcariu |
| 11 noiembrie 2023 18:00 | Lundbäck, Pavlović 8 | (13–13) | Chiricuță, Frățilescu 7 | Sala Sporturilor „Lascăr Pană”, Baia Mare Asistență: 800 Arbitri: Murariu, Tăbăcariu |
| 11 noiembrie 2023 18:00 | 2× 2×                | Cronica | 5× 1×                   | Sala Sporturilor „Lascăr Pană”, Baia Mare Asistență: 800 Arbitri: Murariu, Tăbăcariu |

| 11 noiembrie 2023 18:00 | CS Măgura Cisnădie | 24 – 28 | SCM Craiova | Sala Polivalentă „Măgura”, Cisnădie Asistență: 423 Arbitri: Ifrim, Ilisei |
| 11 noiembrie 2023 18:00 | Abed Kader 8       | (11–15) | Pașcan 7    | Sala Polivalentă „Măgura”, Cisnădie Asistență: 423 Arbitri: Ifrim, Ilisei |
| 11 noiembrie 2023 18:00 | 1× 1×              | Cronica | 6× 1×       | Sala Polivalentă „Măgura”, Cisnădie Asistență: 423 Arbitri: Ifrim, Ilisei |

| 14 noiembrie 2023 17:30 | CSM București     | 43 – 26 | CSU Știința București | Sala Polivalentă, București Asistență: 300 Arbitri: Dudău, Dudău |
| 14 noiembrie 2023 17:30 | Arntzen, Stoica 9 | (21–10) | Lăscăteu 7            | Sala Polivalentă, București Asistență: 300 Arbitri: Dudău, Dudău |
| 14 noiembrie 2023 17:30 | 1×                | Cronica | 4× 1×                 | Sala Polivalentă, București Asistență: 300 Arbitri: Dudău, Dudău |

### Etapa a XI-a
| 15 noiembrie 2023 14:00 | HC Zalău        | 27 – 28 | CS Măgura Cisnădie | Sala Sporturilor „Gheorghe Tadici”, Zalău Asistență: 500 Arbitri: Iliescu, Manea |
| 15 noiembrie 2023 14:00 | Gherghe, Tóth 5 | (14–15) | İskit 10           | Sala Sporturilor „Gheorghe Tadici”, Zalău Asistență: 500 Arbitri: Iliescu, Manea |
| 15 noiembrie 2023 14:00 | 5× 2×           | Cronica | 5× 2×              | Sala Sporturilor „Gheorghe Tadici”, Zalău Asistență: 500 Arbitri: Iliescu, Manea |

| 15 noiembrie 2023 PRO•ARENA17:30 | SCM Râmnicu Vâlcea | 37 – 38 | HC Dunărea Brăila | Sala Sporturilor „Traian”, Râmnicu Vâlcea Arbitri: Ghesoiu, Tița |
| 15 noiembrie 2023 PRO•ARENA17:30 | Gogîrlă 10         | (20–17) | González 10       | Sala Sporturilor „Traian”, Râmnicu Vâlcea Arbitri: Ghesoiu, Tița |
| 15 noiembrie 2023 PRO•ARENA17:30 | 4× 2×              | Cronica | 4× 2×             | Sala Sporturilor „Traian”, Râmnicu Vâlcea Arbitri: Ghesoiu, Tița |

| 15 noiembrie 2023 17:30 | CS Gloria 2018 Bistrița | 33 – 28 | CSM Corona Brașov | TeraPlast Arena, Bistrița Arbitri: Agliceriu, Turdean |
| 15 noiembrie 2023 17:30 | Laslo 9                 | (17–19) | Carlos 8          | TeraPlast Arena, Bistrița Arbitri: Agliceriu, Turdean |
| 15 noiembrie 2023 17:30 | 5× 1×                   | Cronica | 5× 2×             | TeraPlast Arena, Bistrița Arbitri: Agliceriu, Turdean |

| 15 noiembrie 2023 19:00 | SCM Craiova                   | 25 – 32 | CS Rapid București | Sala Polivalentă, Craiova Asistență: 200 Arbitri: Lovin, Stancu |
| 15 noiembrie 2023 19:00 | Krpež Šlezak, Milosavljević 5 | (11–17) | López 7            | Sala Polivalentă, Craiova Asistență: 200 Arbitri: Lovin, Stancu |
| 15 noiembrie 2023 19:00 | 1× 1×                         | Cronica | 2× 1×              | Sala Polivalentă, Craiova Asistență: 200 Arbitri: Lovin, Stancu |

| 16 noiembrie 2023 PRO•ARENA17:30 | SCM Gloria Buzău | 36 – 24 | CS Minaur Baia Mare | Sala Sporturilor „Romeo Iamandi”, Buzău Asistență: 800 Arbitri: Cazan, Suliman |
| 16 noiembrie 2023 PRO•ARENA17:30 | Pál 11           | (16–15) | Spugnini 6          | Sala Sporturilor „Romeo Iamandi”, Buzău Asistență: 800 Arbitri: Cazan, Suliman |
| 16 noiembrie 2023 PRO•ARENA17:30 | 6×               | Cronica | 5× 2×               | Sala Sporturilor „Romeo Iamandi”, Buzău Asistență: 800 Arbitri: Cazan, Suliman |

| 18 noiembrie 2023 19:00 | CSU Știința București | 23 – 33 | CS Dacia Mioveni 2012 | Sala Agronomia, București Asistență: 120 Arbitri: Pârvu, Potîrniche |
| 18 noiembrie 2023 19:00 | Lăscăteu 10           | (14–16) | Sărățeanu 6           | Sala Agronomia, București Asistență: 120 Arbitri: Pârvu, Potîrniche |
| 18 noiembrie 2023 19:00 | 5×                    | Cronica | 5× 1×                 | Sala Agronomia, București Asistență: 120 Arbitri: Pârvu, Potîrniche |

| 30 decembrie 2023 15:00 | CSM Târgu Jiu | 16 – 33 | CSM București             | Sala Sporturilor, Târgu Jiu Asistență: 800 Arbitri: Agliceriu, Turdean |
| 30 decembrie 2023 15:00 | Zinatulina 5  | (6–16)  | Arntzen, Ingstad, Zaadi 6 | Sala Sporturilor, Târgu Jiu Asistență: 800 Arbitri: Agliceriu, Turdean |
| 30 decembrie 2023 15:00 | 3×            | Cronica | 4× 2×                     | Sala Sporturilor, Târgu Jiu Asistență: 800 Arbitri: Agliceriu, Turdean |

### Etapa a XII-a
| 10 ianuarie 2024 PRO•ARENA15:00 | CSM București | 25 – 24 | SCM Gloria Buzău | Sala Polivalentă, București Asistență: 500 Arbitri: Ghesoiu, Tița |
| 10 ianuarie 2024 PRO•ARENA15:00 | Neagu 9       | (14–13) | Ilina 6          | Sala Polivalentă, București Asistență: 500 Arbitri: Ghesoiu, Tița |
| 10 ianuarie 2024 PRO•ARENA15:00 | 5× 3×         | Cronica | 7× 2×            | Sala Polivalentă, București Asistență: 500 Arbitri: Ghesoiu, Tița |

| 10 ianuarie 2024 15:30 | CS Rapid București | 34 – 22 | HC Zalău | Sala Polivalentă „Rapid”, București Asistență: 350 Arbitri: Ifrim, Ilisei |
| 10 ianuarie 2024 15:30 | Ostase 6           | (17–10) | Prikop 8 | Sala Polivalentă „Rapid”, București Asistență: 350 Arbitri: Ifrim, Ilisei |
| 10 ianuarie 2024 15:30 | 4× 1×              | Cronica | 2× 1×    | Sala Polivalentă „Rapid”, București Asistență: 350 Arbitri: Ifrim, Ilisei |

| 10 ianuarie 2024 17:00 | HC Dunărea Brăila | 40 – 22 | CSU Știința București | Sala Polivalentă „Danubius”, Brăila Asistență: 1246 Arbitri: Avădani, Popovici |
| 10 ianuarie 2024 17:00 | Lupei 6           | (24–8)  | Gicevska, Marki 5     | Sala Polivalentă „Danubius”, Brăila Asistență: 1246 Arbitri: Avădani, Popovici |
| 10 ianuarie 2024 17:00 | 3× 1×             | Cronica | 5×                    | Sala Polivalentă „Danubius”, Brăila Asistență: 1246 Arbitri: Avădani, Popovici |

| 10 ianuarie 2024 PRO•ARENA17:30 | CS Gloria 2018 Bistrița    | 30 – 27 | SCM Râmnicu Vâlcea | TeraPlast Arena, Bistrița Asistență: 2600 Arbitri: Stark, Ștefan |
| 10 ianuarie 2024 PRO•ARENA17:30 | Araújo Frossard, Niombla 5 | (16–15) | Hagman 7           | TeraPlast Arena, Bistrița Asistență: 2600 Arbitri: Stark, Ștefan |
| 10 ianuarie 2024 PRO•ARENA17:30 | 1× 1×                      | Cronica | 3× 1× 1×           | TeraPlast Arena, Bistrița Asistență: 2600 Arbitri: Stark, Ștefan |

| 11 ianuarie 2024 17:00 | CS Dacia Mioveni 2012 | 19 – 26 | CSM Târgu Jiu | Sala Trivale, Pitești Asistență: 150 Arbitri: Lovin, Stancu |
| 11 ianuarie 2024 17:00 | Dežić 7               | (11–13) | Frățilescu 6  | Sala Trivale, Pitești Asistență: 150 Arbitri: Lovin, Stancu |
| 11 ianuarie 2024 17:00 | 2×                    | Cronica | 2× 1×         | Sala Trivale, Pitești Asistență: 150 Arbitri: Lovin, Stancu |

| 13 ianuarie 2024 PRO•ARENA17:30 | CS Minaur Baia Mare | 29 – 26 | SCM Craiova              | Sala Sporturilor „Lascăr Pană”, Baia Mare Asistență: 640 Arbitri: Constantin, Gál |
| 13 ianuarie 2024 PRO•ARENA17:30 | Cazanga 7           | (12–13) | Bojičić, Milosavljević 7 | Sala Sporturilor „Lascăr Pană”, Baia Mare Asistență: 640 Arbitri: Constantin, Gál |
| 13 ianuarie 2024 PRO•ARENA17:30 | 3× 2×               | Cronica | 7× 2×                    | Sala Sporturilor „Lascăr Pană”, Baia Mare Asistență: 640 Arbitri: Constantin, Gál |

| 14 ianuarie 2024 PRO•ARENA17:30 | CSM Corona Brașov | 29 – 29 | CS Măgura Cisnădie | Sala „Dumitru Popescu Colibași”, Brașov Asistență: 500 Arbitri: Pârvu, Potîrniche |
| 14 ianuarie 2024 PRO•ARENA17:30 | Woller 7          | (13–11) | Roșu 9             | Sala „Dumitru Popescu Colibași”, Brașov Asistență: 500 Arbitri: Pârvu, Potîrniche |
| 14 ianuarie 2024 PRO•ARENA17:30 | 2× 1× 1×          | Cronica | 4× 1×              | Sala „Dumitru Popescu Colibași”, Brașov Asistență: 500 Arbitri: Pârvu, Potîrniche |

### Etapa a XIII-a
| 16 ianuarie 2024 Facebook Știința București14:00 | CSU Știința București | 23 – 33 | CS Gloria 2018 Bistrița | Sala Agronomia, București Arbitri: Mărgărit, Voicu |
| 16 ianuarie 2024 Facebook Știința București14:00 | Lăscăteu 7            | (13–19) | Dahl 7                  | Sala Agronomia, București Arbitri: Mărgărit, Voicu |
| 16 ianuarie 2024 Facebook Știința București14:00 | 5× 2× 1×              | Cronica | 2× 1×                   | Sala Agronomia, București Arbitri: Mărgărit, Voicu |

| 17 ianuarie 2024 PRO•ARENA15:00 | CS Măgura Cisnădie | 28 – 33 | CS Rapid București | Sala Polivalentă „Măgura”, Cisnădie Asistență: 800 Arbitri: Badiu, Barbu |
| 17 ianuarie 2024 PRO•ARENA15:00 | Galińska 9         | (15–16) | O. Kanor 8         | Sala Polivalentă „Măgura”, Cisnădie Asistență: 800 Arbitri: Badiu, Barbu |
| 17 ianuarie 2024 PRO•ARENA15:00 | 3× 1×              | Cronica | 2× 1×              | Sala Polivalentă „Măgura”, Cisnădie Asistență: 800 Arbitri: Badiu, Barbu |

| 17 ianuarie 2024 PRO•ARENA17:30 | CSM Târgu Jiu | 28 – 32 | HC Dunărea Brăila | Sala Sporturilor, Târgu Jiu Asistență: 800 Arbitri: Șerbu, Vasilescu |
| 17 ianuarie 2024 PRO•ARENA17:30 | Frățilescu 10 | (19–18) | Kanaval 7         | Sala Sporturilor, Târgu Jiu Asistență: 800 Arbitri: Șerbu, Vasilescu |
| 17 ianuarie 2024 PRO•ARENA17:30 | 1×            | Cronica | 4× 2×             | Sala Sporturilor, Târgu Jiu Asistență: 800 Arbitri: Șerbu, Vasilescu |

| 18 ianuarie 2024 PRO•ARENA17:30 | SCM Craiova     | 31 – 35 | CSM București | Sala Polivalentă, Craiova Asistență: 1000 Arbitri: Mârza, Nedelea |
| 18 ianuarie 2024 PRO•ARENA17:30 | Milosavljević 9 | (17–17) | Neagu 9       | Sala Polivalentă, Craiova Asistență: 1000 Arbitri: Mârza, Nedelea |
| 18 ianuarie 2024 PRO•ARENA17:30 | 7×              | Cronica | 5×            | Sala Polivalentă, Craiova Asistență: 1000 Arbitri: Mârza, Nedelea |

| 20 ianuarie 2024 PRO•ARENA17:30 | SCM Gloria Buzău  | 31 – 26 | CS Dacia Mioveni 2012 | Sala Sporturilor „Romeo Iamandi”, Buzău Arbitri: Iliescu, Manea |
| 20 ianuarie 2024 PRO•ARENA17:30 | Ilina, Moroianu 4 | (17–9)  | Ceandani 6            | Sala Sporturilor „Romeo Iamandi”, Buzău Arbitri: Iliescu, Manea |
| 20 ianuarie 2024 PRO•ARENA17:30 | 5× 2×             | Cronica | 3× 3×                 | Sala Sporturilor „Romeo Iamandi”, Buzău Arbitri: Iliescu, Manea |

| 20 ianuarie 2024 Facebook SCM Rm. Vâlcea18:00 | SCM Râmnicu Vâlcea | 31 – 26 | CSM Corona Brașov | Sala Sporturilor „Traian”, Râmnicu Vâlcea Arbitri: Constantin, Enache |
| 20 ianuarie 2024 Facebook SCM Rm. Vâlcea18:00 | Wollik 9           | (20–17) | Carlos 6          | Sala Sporturilor „Traian”, Râmnicu Vâlcea Arbitri: Constantin, Enache |
| 20 ianuarie 2024 Facebook SCM Rm. Vâlcea18:00 | 6× 2×              | Cronica | 4×                | Sala Sporturilor „Traian”, Râmnicu Vâlcea Arbitri: Constantin, Enache |

| 21 ianuarie 2024 PRO•ARENA17:30 | HC Zalău | 30 – 26 | CS Minaur Baia Mare | Sala Sporturilor „Gheorghe Tadici”, Zalău Asistență: 600 Arbitri: Gorina, Melencu |
| 21 ianuarie 2024 PRO•ARENA17:30 | Prikop 9 | (16–16) | Cazanga 5           | Sala Sporturilor „Gheorghe Tadici”, Zalău Asistență: 600 Arbitri: Gorina, Melencu |
| 21 ianuarie 2024 PRO•ARENA17:30 | 3× 1×    | Cronica | 4× 2× 1×            | Sala Sporturilor „Gheorghe Tadici”, Zalău Asistență: 600 Arbitri: Gorina, Melencu |

| Poz. | Echipa                           | J  | V  | E | Î  | GM  | GP  | G     | P  |
| ---- | -------------------------------- | -- | -- | - | -- | --- | --- | ----- | -- |
| 1    | CSM București                    | 13 | 13 | 0 | 0  | 439 | 316 | + 123 | 39 |
| 2    | CS Rapid București               | 13 | 10 | 0 | 3  | 395 | 324 | + 71  | 30 |
| 3    | CS Gloria 2018 Bistrița          | 13 | 10 | 0 | 3  | 386 | 336 | + 50  | 30 |
| 4    | HC Dunărea Brăila                | 13 | 9  | 1 | 3  | 404 | 357 | + 47  | 28 |
| 5    | SCM Craiova                      | 13 | 8  | 1 | 4  | 392 | 362 | + 30  | 25 |
| 6    | SCM Râmnicu Vâlcea               | 13 | 7  | 1 | 5  | 419 | 404 | + 15  | 22 |
| 7    | SCM Gloria Buzău                 | 13 | 6  | 1 | 6  | 364 | 362 | + 2   | 19 |
| 8    | CS Măgura Cisnădie               | 13 | 4  | 3 | 6  | 379 | 397 | – 18  | 15 |
| 9    | CS Minaur Baia Mare              | 13 | 5  | 0 | 8  | 346 | 377 | – 31  | 15 |
| 10   | CSM Târgu Jiu                    | 13 | 4  | 0 | 9  | 322 | 365 | – 43  | 12 |
| 11   | CSM Corona Brașov                | 13 | 3  | 2 | 8  | 383 | 412 | – 29  | 11 |
| 12   | HC Zalău                         | 13 | 3  | 2 | 8  | 324 | 376 | – 52  | 11 |
| 13   | CS Dacia Mioveni 2012            | 13 | 3  | 1 | 9  | 334 | 380 | – 46  | 10 |
| 14   | CS Universitar Știința București | 13 | 0  | 0 | 13 | 311 | 430 | – 119 | 0  |

| Poz. | Nume                        | Echipă                  | Goluri |
| ---- | --------------------------- | ----------------------- | ------ |
| 1    | Katarina Krpež Šlezak (SRB) | SCM Craiova             | 99     |
| 2    | Nathalie Hagman (SWE)       | SCM Râmnicu Vâlcea      | 93     |
| 3    | Aslı İskit (TUR)            | CS Măgura Cisnădie      | 84     |
| 4    | Cristina Laslo (ROU)        | CS Gloria 2018 Bistrița | 73     |
| 5    | Azenaide Carlos (ANG)       | CSM Corona Brașov       | 66     |
| 6    | Emilija Lazić (SRB)         | HC Zalău                | 65     |
| 6    | Tamara Pál (HUN)            | SCM Gloria Buzău        | 65     |
| 6    | Katarina Pavlović (CRO)     | CS Minaur Baia Mare     | 65     |
| 9    | Dana Abed Kader (ROU)       | CS Măgura Cisnădie      | 63     |
| 9    | Alina Czeczi (ROU)          | CS Dacia Mioveni 2012   | 63     |
| 9    | Ana Maria Tănasie (ROU)     | CS Minaur Baia Mare     | 63     |

## Rezultate în retur

### Etapa a XIV-a
| 24 ianuarie 2024 11:00 | HC Zalău         | 21 – 31 | CSM București | Sala Sporturilor „Gheorghe Tadici”, Zalău Asistență: 800 Arbitri: Belean, Hendrea |
| 24 ianuarie 2024 11:00 | Prikop, Stamin 5 | (11–15) | Kobylińska 6  | Sala Sporturilor „Gheorghe Tadici”, Zalău Asistență: 800 Arbitri: Belean, Hendrea |
| 24 ianuarie 2024 11:00 | 4× 2×            | Cronica | 6× 1×         | Sala Sporturilor „Gheorghe Tadici”, Zalău Asistență: 800 Arbitri: Belean, Hendrea |

| 24 ianuarie 2024 17:00 | CSM Târgu Jiu | 18 – 25 | CS Gloria 2018 Bistrița | Sala Sporturilor, Târgu Jiu Asistență: 600 Arbitri: Gorina, Melencu |
| 24 ianuarie 2024 17:00 | Ciolan 5      | (5–12)  | Laslo 5                 | Sala Sporturilor, Târgu Jiu Asistență: 600 Arbitri: Gorina, Melencu |
| 24 ianuarie 2024 17:00 | 6× 1× 2×      | Cronica | 7× 1× 1×                | Sala Sporturilor, Târgu Jiu Asistență: 600 Arbitri: Gorina, Melencu |

| 25 ianuarie 2024 PRO•ARENA17:30 | SCM Gloria Buzău                   | 31 – 33 | HC Dunărea Brăila | Sala Sporturilor „Romeo Iamandi”, Buzău Arbitri: Stark, Ștefan |
| 25 ianuarie 2024 PRO•ARENA17:30 | Blažević, Coman, Ilina, Moroianu 6 | (17–17) | Kanaval 10        | Sala Sporturilor „Romeo Iamandi”, Buzău Arbitri: Stark, Ștefan |
| 25 ianuarie 2024 PRO•ARENA17:30 | 4× 1×                              | Cronica | 7× 1×             | Sala Sporturilor „Romeo Iamandi”, Buzău Arbitri: Stark, Ștefan |

| 26 ianuarie 2024 PRO•ARENA15:00 | CSU Știința București | 26 – 39 | SCM Râmnicu Vâlcea | Sala Agronomia, București Asistență: 120 Arbitri: Bălan, Savin |
| 26 ianuarie 2024 PRO•ARENA15:00 | Gicevska, Leuștean 6  | (7–22)  | Hagman 9           | Sala Agronomia, București Asistență: 120 Arbitri: Bălan, Savin |
| 26 ianuarie 2024 PRO•ARENA15:00 | 7× 3×                 | Cronica | 5× 1× 1×           | Sala Agronomia, București Asistență: 120 Arbitri: Bălan, Savin |

| 26 ianuarie 2024 PRO•ARENA17:30 | CSM Corona Brașov | 31 – 38 | CS Rapid București | Sala „Dumitru Popescu Colibași”, Brașov Asistență: 1250 Arbitri: Cazan, Suliman |
| 26 ianuarie 2024 PRO•ARENA17:30 | Carlos 8          | (16–18) | O. Kanor           | Sala „Dumitru Popescu Colibași”, Brașov Asistență: 1250 Arbitri: Cazan, Suliman |
| 26 ianuarie 2024 PRO•ARENA17:30 | 5× 1×             | Cronica | 8× 1×              | Sala „Dumitru Popescu Colibași”, Brașov Asistență: 1250 Arbitri: Cazan, Suliman |

| 26 ianuarie 2024 18:00 | SCM Craiova | 25 – 26 | CS Dacia Mioveni 2012 | Sala Polivalentă, Craiova Asistență: 412 Arbitri: Georgescu, Moldoveanu |
| 26 ianuarie 2024 18:00 | Mugoša 8    | (12–16) | Isić, Tatar 5         | Sala Polivalentă, Craiova Asistență: 412 Arbitri: Georgescu, Moldoveanu |
| 26 ianuarie 2024 18:00 | 5× 3×       | Cronica | 2× 1×                 | Sala Polivalentă, Craiova Asistență: 412 Arbitri: Georgescu, Moldoveanu |

| 26 ianuarie 2024 18:00 | CS Măgura Cisnădie | 32 – 33 | CS Minaur Baia Mare | Sala Polivalentă „Măgura”, Cisnădie Asistență: 450 Arbitri: Manafu, Pavel |
| 26 ianuarie 2024 18:00 | Galińska 10        | (19–14) | Spugnini 8          | Sala Polivalentă „Măgura”, Cisnădie Asistență: 450 Arbitri: Manafu, Pavel |
| 26 ianuarie 2024 18:00 | 7× 1×              | Cronica | 6× 1× 2×            | Sala Polivalentă „Măgura”, Cisnădie Asistență: 450 Arbitri: Manafu, Pavel |

### Etapa a XV-a
| 28 ianuarie 2024 17:30 | CS Gloria 2018 Bistrița | 30 – 22 | SCM Gloria Buzău | TeraPlast Arena, Bistrița Asistență: 2600 Arbitri: Ifrim, Ilisei |
| 28 ianuarie 2024 17:30 | Laslo 7                 | (20–11) | Ilina 6          | TeraPlast Arena, Bistrița Asistență: 2600 Arbitri: Ifrim, Ilisei |
| 28 ianuarie 2024 17:30 | 4× 1×                   | Cronica | 1× 1×            | TeraPlast Arena, Bistrița Asistență: 2600 Arbitri: Ifrim, Ilisei |

| 29 ianuarie 2024 PRO•ARENA15:00 | HC Dunărea Brăila                | 26 – 20 | SCM Craiova     | Sala Polivalentă „Danubius”, Brăila Asistență: 1000 Arbitri: Lovin, Stancu |
| 29 ianuarie 2024 PRO•ARENA15:00 | Liščević, Quintino, Udriștioiu 4 | (15–9)  | Milosavljević 7 | Sala Polivalentă „Danubius”, Brăila Asistență: 1000 Arbitri: Lovin, Stancu |
| 29 ianuarie 2024 PRO•ARENA15:00 | 2× 2×                            | Cronica | 4× 1×           | Sala Polivalentă „Danubius”, Brăila Asistență: 1000 Arbitri: Lovin, Stancu |

| 29 ianuarie 2024 PRO•ARENA17:30 | CSM București | 36 – 26 | CS Măgura Cisnădie | Sala Apollo, București Asistență: 300 Arbitri: Costache, Vasile |
| 29 ianuarie 2024 PRO•ARENA17:30 | Østergaard 6  | (20–12) | Galińska 8         | Sala Apollo, București Asistență: 300 Arbitri: Costache, Vasile |
| 29 ianuarie 2024 PRO•ARENA17:30 | 1× 1×         | Cronica | ×                  | Sala Apollo, București Asistență: 300 Arbitri: Costache, Vasile |

| 31 ianuarie 2024 PRO•ARENA15:00 | CS Minaur Baia Mare | 26 – 35 | CS Rapid București | Sala Sporturilor „Lascăr Pană”, Baia Mare Asistență: 950 Arbitri: Pârvu, Potîrniche |
| 31 ianuarie 2024 PRO•ARENA15:00 | Cazanga 9           | (12–16) | Janjušević 10      | Sala Sporturilor „Lascăr Pană”, Baia Mare Asistență: 950 Arbitri: Pârvu, Potîrniche |
| 31 ianuarie 2024 PRO•ARENA15:00 | × 1×                | Cronica | 4×                 | Sala Sporturilor „Lascăr Pană”, Baia Mare Asistență: 950 Arbitri: Pârvu, Potîrniche |

| 31 ianuarie 2024 PRO•ARENA17:30 | SCM Râmnicu Vâlcea | 28 – 22 | CSM Târgu Jiu | Sala Sporturilor „Traian”, Râmnicu Vâlcea Arbitri: Belean, Hendrea |
| 31 ianuarie 2024 PRO•ARENA17:30 | Hagman 8           | (17–15) | Ciolan 6      | Sala Sporturilor „Traian”, Râmnicu Vâlcea Arbitri: Belean, Hendrea |
| 31 ianuarie 2024 PRO•ARENA17:30 | 7× 1× 1×           | Cronica | 6× 1×         | Sala Sporturilor „Traian”, Râmnicu Vâlcea Arbitri: Belean, Hendrea |

| 3 februarie 2024 17:30 | CS Dacia Mioveni 2012 | 23 – 24 | HC Zalău | Sala Sporturilor, Mioveni Arbitri: Manafu, Pavel |
| 3 februarie 2024 17:30 | Dežić 7               | (11–11) | Prikop 8 | Sala Sporturilor, Mioveni Arbitri: Manafu, Pavel |
| 3 februarie 2024 17:30 | 2× 1×                 | Cronica |          | Sala Sporturilor, Mioveni Arbitri: Manafu, Pavel |

| 3 februarie 2024 19:00 | CSU Știința București | 25 – 32 | CSM Corona Brașov | Sala Elite, București Asistență: 450 Arbitri: Popa, Velișca |
| 3 februarie 2024 19:00 | Čavlović 7            | (12–11) | Lazăr 6           | Sala Elite, București Asistență: 450 Arbitri: Popa, Velișca |
| 3 februarie 2024 19:00 | 5× 2×                 | Cronica | 2×                | Sala Elite, București Asistență: 450 Arbitri: Popa, Velișca |

### Etapa a XVI-a
| 7 februarie 2024 PRO•ARENA18:00 | CS Rapid București | 30 – 28 | CSM București | Sala Polivalentă „Rapid”, București Arbitri: Șerbu, Vasilescu |
| 7 februarie 2024 PRO•ARENA18:00 | O. Kanor 7         | (16–13) | Neagu 6       | Sala Polivalentă „Rapid”, București Arbitri: Șerbu, Vasilescu |
| 7 februarie 2024 PRO•ARENA18:00 | 2×                 | Cronica | 8× 1× 1×      | Sala Polivalentă „Rapid”, București Arbitri: Șerbu, Vasilescu |

| 7 februarie 2024 18:00 | CSM Târgu Jiu | 27 – 22 | CSU Știința București | Sala Sporturilor, Târgu Jiu Asistență: 800 Arbitri: Basso, Tofan |
| 7 februarie 2024 18:00 | Ciolan 7      | (12–11) | Lăscăteu 7            | Sala Sporturilor, Târgu Jiu Asistență: 800 Arbitri: Basso, Tofan |
| 7 februarie 2024 18:00 | 4× 1×         | Cronica | 3×                    | Sala Sporturilor, Târgu Jiu Asistență: 800 Arbitri: Basso, Tofan |

| 7 februarie 2024 19:00 | SCM Craiova             | 25 – 27 | CS Gloria 2018 Bistrița | Sala Polivalentă, Craiova Asistență: 425 Arbitri: Stark, Ștefan |
| 7 februarie 2024 19:00 | Milosavljević, Mugoša 8 | (14–16) | Seraficeanu 6           | Sala Polivalentă, Craiova Asistență: 425 Arbitri: Stark, Ștefan |
| 7 februarie 2024 19:00 | 2× 2×                   | Cronica | 7× 1×                   | Sala Polivalentă, Craiova Asistență: 425 Arbitri: Stark, Ștefan |

| 8 februarie 2024 PRO•ARENA17:30 | SCM Gloria Buzău | 28 – 34 | SCM Râmnicu Vâlcea | Sala Sporturilor „Romeo Iamandi”, Buzău Asistență: 1500 Arbitri: Cazan, Suliman |
| 8 februarie 2024 PRO•ARENA17:30 | Blažević 6       | (14–15) | Wollik 10          | Sala Sporturilor „Romeo Iamandi”, Buzău Asistență: 1500 Arbitri: Cazan, Suliman |
| 8 februarie 2024 PRO•ARENA17:30 | 3×               | Cronica | 2× 1×              | Sala Sporturilor „Romeo Iamandi”, Buzău Asistență: 1500 Arbitri: Cazan, Suliman |

| 10 februarie 2024 17:30 | CSM Corona Brașov | 28 – 27 | CS Minaur Baia Mare | Sala „Dumitru Popescu Colibași”, Brașov Asistență: 1100 Arbitri: Ifrim, Ilisei |
| 10 februarie 2024 17:30 | Klikovac, Lazăr 6 | (16–14) | Spugnini 12         | Sala „Dumitru Popescu Colibași”, Brașov Asistență: 1100 Arbitri: Ifrim, Ilisei |
| 10 februarie 2024 17:30 | 2× 1×             | Cronica | 4× 1×               | Sala „Dumitru Popescu Colibași”, Brașov Asistență: 1100 Arbitri: Ifrim, Ilisei |

| 10 februarie 2024 18:00 | CS Măgura Cisnădie | 30 – 26 | CS Dacia Mioveni 2012 | Sala Polivalentă „Măgura”, Cisnădie Asistență: 500 Arbitri: Belean, Hendrea |
| 10 februarie 2024 18:00 | Abed Kader 7       | (16–13) | Isić, Krsnik 6        | Sala Polivalentă „Măgura”, Cisnădie Asistență: 500 Arbitri: Belean, Hendrea |
| 10 februarie 2024 18:00 | 3× 3×              | Cronica | 2× 1×                 | Sala Polivalentă „Măgura”, Cisnădie Asistență: 500 Arbitri: Belean, Hendrea |

| 14 februarie 2024 16:00 | HC Zalău | 26 – 31 | HC Dunărea Brăila | Sala Sporturilor „Gheorghe Tadici”, Zalău Asistență: 750 Arbitri: Cazan, Suliman |
| 14 februarie 2024 16:00 | Prikop 7 | (14–16) | Quintino 6        | Sala Sporturilor „Gheorghe Tadici”, Zalău Asistență: 750 Arbitri: Cazan, Suliman |
| 14 februarie 2024 16:00 | 5× 1×    | Cronica | 6× 2×             | Sala Sporturilor „Gheorghe Tadici”, Zalău Asistență: 750 Arbitri: Cazan, Suliman |

### Etapa a XVII-a
| 21 februarie 2024 PRO•ARENA15:00 | CSM București | 33 – 28 | CS Minaur Baia Mare | Sala Polivalentă, București Asistență: 400 Arbitri: Basso, Tofan |
| 21 februarie 2024 PRO•ARENA15:00 | Omoregie 8    | (17–17) | Cazanga 10          | Sala Polivalentă, București Asistență: 400 Arbitri: Basso, Tofan |
| 21 februarie 2024 PRO•ARENA15:00 | 2× 2×         | Cronica | 2× 1×               | Sala Polivalentă, București Asistență: 400 Arbitri: Basso, Tofan |

| 21 februarie 2024 16:00 | CSU Știința București | 27 – 33 | SCM Gloria Buzău | Sala Elite, București Asistență: 100 Arbitri: Agliceriu, Turdean |
| 21 februarie 2024 16:00 | Lăscăteu 7            | (12–17) | Coman 8          | Sala Elite, București Asistență: 100 Arbitri: Agliceriu, Turdean |
| 21 februarie 2024 16:00 | 1× 1×                 | Cronica | 3×               | Sala Elite, București Asistență: 100 Arbitri: Agliceriu, Turdean |

| 21 februarie 2024 PRO•ARENA17:00 | SCM Râmnicu Vâlcea | 36 – 21 | SCM Craiova | Sala Sporturilor „Traian”, Râmnicu Vâlcea Arbitri: Serdiuc, Sîrbu |
| 21 februarie 2024 PRO•ARENA17:00 | Hagman 11          | (22–9)  | Mugoša 10   | Sala Sporturilor „Traian”, Râmnicu Vâlcea Arbitri: Serdiuc, Sîrbu |
| 21 februarie 2024 PRO•ARENA17:00 | 2×                 | Cronica | 1×          | Sala Sporturilor „Traian”, Râmnicu Vâlcea Arbitri: Serdiuc, Sîrbu |

| 21 februarie 2024 17:00 | CS Dacia Mioveni 2012 | 22 – 27 | CS Rapid București | Sala Sporturilor, Mioveni Arbitri: Popa, Velișca |
| 21 februarie 2024 17:00 | Dežić                 | (11–12) | Raičević 9         | Sala Sporturilor, Mioveni Arbitri: Popa, Velișca |
| 21 februarie 2024 17:00 | 1× 2×                 | Cronica | 3× 2×              | Sala Sporturilor, Mioveni Arbitri: Popa, Velișca |

| 21 februarie 2024 17:30 | CS Gloria 2018 Bistrița | 28 – 23 | HC Zalău | TeraPlast Arena, Bistrița Asistență: 2500 Arbitri: Ciutacu, Stamatoiu |
| 21 februarie 2024 17:30 | Niombla 6               | (15–12) | Lazić 14 | TeraPlast Arena, Bistrița Asistență: 2500 Arbitri: Ciutacu, Stamatoiu |
| 21 februarie 2024 17:30 | 3×                      | Cronica | ×        | TeraPlast Arena, Bistrița Asistență: 2500 Arbitri: Ciutacu, Stamatoiu |

| 21 februarie 2024 17:30 | HC Dunărea Brăila | 25 – 21 | CS Măgura Cisnădie | Sala Polivalentă „Danubius”, Brăila Asistență: 829 Arbitri: Bălan, Savin |
| 21 februarie 2024 17:30 | Da Rocha 5        | (14–10) | Galińska 8         | Sala Polivalentă „Danubius”, Brăila Asistență: 829 Arbitri: Bălan, Savin |
| 21 februarie 2024 17:30 | 6× 2×             | Cronica | 5× 2×              | Sala Polivalentă „Danubius”, Brăila Asistență: 829 Arbitri: Bălan, Savin |

| 22 februarie 2024 18:00 | CSM Târgu Jiu | 27 – 24 | CSM Corona Brașov  | Sala Sporturilor, Târgu Jiu Asistență: 800 Arbitri: Stark, Ștefan |
| 22 februarie 2024 18:00 | Frățilescu 7  | (15–10) | Lasm, Pletikosić 6 | Sala Sporturilor, Târgu Jiu Asistență: 800 Arbitri: Stark, Ștefan |
| 22 februarie 2024 18:00 | 2× 1×         | Cronica | 2× 1×              | Sala Sporturilor, Târgu Jiu Asistență: 800 Arbitri: Stark, Ștefan |

### Etapa a XVIII-a
| 8 martie 2024 15:00 | CSM Corona Brașov | 26 – 35 | CSM București    | Sala „Dumitru Popescu Colibași”, Brașov Asistență: 1000 Arbitri: Agliceriu, Turdean |
| 8 martie 2024 15:00 | Fonseca 6         | (12–17) | Neagu, Ingstad 6 | Sala „Dumitru Popescu Colibași”, Brașov Asistență: 1000 Arbitri: Agliceriu, Turdean |
| 8 martie 2024 15:00 | 1× 2×             | Cronica | 7× 2×            | Sala „Dumitru Popescu Colibași”, Brașov Asistență: 1000 Arbitri: Agliceriu, Turdean |

| 8 martie 2024 PRO•ARENA17:30 | CS Măgura Cisnădie | 22 – 25 | CS Gloria 2018 Bistrița | Sala Polivalentă „Măgura”, Cisnădie Asistență: 200 Arbitri: Drăgănescu, Rădulescu |
| 8 martie 2024 PRO•ARENA17:30 | Galińska 6         | (9–16)  | Laslo 7                 | Sala Polivalentă „Măgura”, Cisnădie Asistență: 200 Arbitri: Drăgănescu, Rădulescu |
| 8 martie 2024 PRO•ARENA17:30 | 5× 2×              | Cronica | 7× 1×                   | Sala Polivalentă „Măgura”, Cisnădie Asistență: 200 Arbitri: Drăgănescu, Rădulescu |

| 9 martie 2024 16:45 | SCM Craiova | 30 – 21 | CSU Știința București | Sala Polivalentă, Craiova Asistență: 500 Arbitri: Ciutacu, Stamatoiu |
| 9 martie 2024 16:45 | Mugoša 13   | (17–9)  | Șerban 6              | Sala Polivalentă, Craiova Asistență: 500 Arbitri: Ciutacu, Stamatoiu |
| 9 martie 2024 16:45 | 5× 2×       | Cronica | 1× 2×                 | Sala Polivalentă, Craiova Asistență: 500 Arbitri: Ciutacu, Stamatoiu |

| 9 martie 2024 PRO•ARENA17:00 | CS Rapid București | 34 – 28 | HC Dunărea Brăila | Sala Polivalentă „Rapid”, București Asistență: 600 Arbitri: Lovin, Stancu |
| 9 martie 2024 PRO•ARENA17:00 | Janjušević 6       | (13–16) | González 7        | Sala Polivalentă „Rapid”, București Asistență: 600 Arbitri: Lovin, Stancu |
| 9 martie 2024 PRO•ARENA17:00 | 4× 1×              | Cronica | 5×                | Sala Polivalentă „Rapid”, București Asistență: 600 Arbitri: Lovin, Stancu |

| 9 martie 2024 18:00 | SCM Gloria Buzău         | 26 – 22 | CSM Târgu Jiu | Sala Sporturilor „Romeo Iamandi”, Buzău Asistență: 450 Arbitri: Constantin, Enache |
| 9 martie 2024 18:00 | Blažević, Bucur, Ilina 5 | (12–9)  | Ciolan 6      | Sala Sporturilor „Romeo Iamandi”, Buzău Asistență: 450 Arbitri: Constantin, Enache |
| 9 martie 2024 18:00 | 5× 2× 1×                 | Cronica | 6× 1×         | Sala Sporturilor „Romeo Iamandi”, Buzău Asistență: 450 Arbitri: Constantin, Enache |

| 10 martie 2024 PRO•ARENA17:30 | HC Zalău | 29 – 33 | SCM Râmnicu Vâlcea | Sala Sporturilor „Gheorghe Tadici”, Zalău Asistență: 800 Arbitri: Belean, Hendrea |
| 10 martie 2024 PRO•ARENA17:30 | Lazić 16 | (16–18) | Hagman 8           | Sala Sporturilor „Gheorghe Tadici”, Zalău Asistență: 800 Arbitri: Belean, Hendrea |
| 10 martie 2024 PRO•ARENA17:30 | 3× 1×    | Cronica | 7× 2×              | Sala Sporturilor „Gheorghe Tadici”, Zalău Asistență: 800 Arbitri: Belean, Hendrea |

| 11 martie 2024 17:00 | CS Minaur Baia Mare | 37 – 27 | CS Dacia Mioveni 2012 | Sala Sporturilor „Lascăr Pană”, Baia Mare Arbitri: Badiu, Barbu |
| 11 martie 2024 17:00 | Borș 5              | (17–12) | Tatar 6               | Sala Sporturilor „Lascăr Pană”, Baia Mare Arbitri: Badiu, Barbu |
| 11 martie 2024 17:00 | 4× 1×               | Cronica | 4× 1×                 | Sala Sporturilor „Lascăr Pană”, Baia Mare Arbitri: Badiu, Barbu |

### Etapa a XIX-a
| 13 martie 2024 PRO•ARENA17:30 | CS Gloria 2018 Bistrița | 25 – 22 | CS Rapid București | TeraPlast Arena, Bistrița Asistență: 2650 Arbitri: Stark, Ștefan |
| 13 martie 2024 PRO•ARENA17:30 | Laslo, Niombla 6        | (14–10) | Janjušević 8       | TeraPlast Arena, Bistrița Asistență: 2650 Arbitri: Stark, Ștefan |
| 13 martie 2024 PRO•ARENA17:30 | × 1× 1×                 | Cronica | 1×                 | TeraPlast Arena, Bistrița Asistență: 2650 Arbitri: Stark, Ștefan |

| 15 martie 2024 PRO•ARENA17:30 | CSM Târgu Jiu | 31 – 28 | SCM Craiova     | Sala Sporturilor, Târgu Jiu Asistență: 700 Arbitri: Ifrim, Ilisei |
| 15 martie 2024 PRO•ARENA17:30 | Ciolan 7      | (17–17) | Zamfir-Burcea 7 | Sala Sporturilor, Târgu Jiu Asistență: 700 Arbitri: Ifrim, Ilisei |
| 15 martie 2024 PRO•ARENA17:30 | 4× 1×         | Cronica | 2× 1×           | Sala Sporturilor, Târgu Jiu Asistență: 700 Arbitri: Ifrim, Ilisei |

| 16 martie 2024 11:00 | CSU Știința București | 23 – 32 | HC Zalău | Sala Agronomia, București Asistență: 200 Arbitri: Gorina, Melencu |
| 16 martie 2024 11:00 | Bizău 5               | (10–16) | Lazić 7  | Sala Agronomia, București Asistență: 200 Arbitri: Gorina, Melencu |
| 16 martie 2024 11:00 | 7×                    | Cronica | 3×       | Sala Agronomia, București Asistență: 200 Arbitri: Gorina, Melencu |

| 16 martie 2024 17:00 | SCM Râmnicu Vâlcea | 43 – 32 | CS Măgura Cisnădie | Sala Sporturilor „Traian”, Râmnicu Vâlcea Arbitri: Constantin, Gál |
| 16 martie 2024 17:00 | Hagman 9           | (21–18) | Roșu 8             | Sala Sporturilor „Traian”, Râmnicu Vâlcea Arbitri: Constantin, Gál |
| 16 martie 2024 17:00 | 6× 2×              | Cronica | 3×                 | Sala Sporturilor „Traian”, Râmnicu Vâlcea Arbitri: Constantin, Gál |

| 16 martie 2024 18:00 | SCM Gloria Buzău | 32 – 29 | CSM Corona Brașov | Sala Sporturilor „Romeo Iamandi”, Buzău Asistență: 500 Arbitri: Șerbu, Vasilescu |
| 16 martie 2024 18:00 | Ilina 8          | (16–13) | Pletikosić 6      | Sala Sporturilor „Romeo Iamandi”, Buzău Asistență: 500 Arbitri: Șerbu, Vasilescu |
| 16 martie 2024 18:00 | 5×               | Cronica | 3× 2×             | Sala Sporturilor „Romeo Iamandi”, Buzău Asistență: 500 Arbitri: Șerbu, Vasilescu |

| 20 martie 2024 17:30 | CS Dacia Mioveni 2012 | 23 – 35 | CSM București     | Sala Sporturilor, Mioveni Arbitri: Murariu, Paraschiv |
| 20 martie 2024 17:30 | Dežić 7               | (14–17) | Arntzen, Pintea 6 | Sala Sporturilor, Mioveni Arbitri: Murariu, Paraschiv |
| 20 martie 2024 17:30 | 2× 1×                 | Cronica | 3× 1×             | Sala Sporturilor, Mioveni Arbitri: Murariu, Paraschiv |

| 20 martie 2024 18:00 | HC Dunărea Brăila | 40 – 29 | CS Minaur Baia Mare | Sala Polivalentă „Danubius”, Brăila Asistență: 862 Arbitri: Gorina, Melencu |
| 20 martie 2024 18:00 | González, Ježić 6 | (17–15) | Spugnini 7          | Sala Polivalentă „Danubius”, Brăila Asistență: 862 Arbitri: Gorina, Melencu |
| 20 martie 2024 18:00 | 2×                | Cronica | 4× 1×               | Sala Polivalentă „Danubius”, Brăila Asistență: 862 Arbitri: Gorina, Melencu |

### Etapa a XX-a
| 23 martie 2024 11:00 | HC Zalău | 22 – 20 | CSM Târgu Jiu | Sala Sporturilor „Gheorghe Tadici”, Zalău Asistență: 400 Arbitri: Pârvu, Potîrniche |
| 23 martie 2024 11:00 | Lazić 13 | (10–10) | Paulo 7       | Sala Sporturilor „Gheorghe Tadici”, Zalău Asistență: 400 Arbitri: Pârvu, Potîrniche |
| 23 martie 2024 11:00 | 2× 2×    | Cronica | 8× 2× 1×      | Sala Sporturilor „Gheorghe Tadici”, Zalău Asistență: 400 Arbitri: Pârvu, Potîrniche |

| 23 martie 2024 PRO•ARENA15:00 | CSM Corona Brașov | 35 – 29 | CS Dacia Mioveni 2012 | Sala „Dumitru Popescu Colibași”, Brașov Asistență: 1000 Arbitri: Constantin, Enache |
| 23 martie 2024 PRO•ARENA15:00 | Dumitrașcu 8      | (19–14) | Dežić 9               | Sala „Dumitru Popescu Colibași”, Brașov Asistență: 1000 Arbitri: Constantin, Enache |
| 23 martie 2024 PRO•ARENA15:00 | 4× 1×             | Cronica | 4× 1×                 | Sala „Dumitru Popescu Colibași”, Brașov Asistență: 1000 Arbitri: Constantin, Enache |

| 23 martie 2024 PRO•ARENA17:30 | CS Rapid București | 33 – 32 | SCM Râmnicu Vâlcea | Sala Polivalentă „Rapid”, București Asistență: 400 Arbitri: Cazan, Suliman |
| 23 martie 2024 PRO•ARENA17:30 | O. Kanor 10        | (16–14) | Wollik 8           | Sala Polivalentă „Rapid”, București Asistență: 400 Arbitri: Cazan, Suliman |
| 23 martie 2024 PRO•ARENA17:30 | 5× 1×              | Cronica | 7× 2× 1×           | Sala Polivalentă „Rapid”, București Asistență: 400 Arbitri: Cazan, Suliman |

| 23 martie 2024 18:00 | SCM Craiova     | 28 – 26 | SCM Gloria Buzău | Sala Polivalentă, Craiova Asistență: 375 Arbitri: Belean, Hendrea |
| 23 martie 2024 18:00 | Milosavljević 8 | (13–12) | Moroianu 6       | Sala Polivalentă, Craiova Asistență: 375 Arbitri: Belean, Hendrea |
| 23 martie 2024 18:00 | 6× 2× 1×        | Cronica | 4× 1×            | Sala Polivalentă, Craiova Asistență: 375 Arbitri: Belean, Hendrea |

| 23 martie 2024 18:00 | CS Măgura Cisnădie | 33 – 241) | CSU Știința București | Sala Polivalentă „Măgura”, Cisnădie Asistență: 500 Arbitri: Murariu, Tăbăcariu |
| 23 martie 2024 18:00 | Abed Kader 10      | (16–13)   | Bizău, Leuștean 5     | Sala Polivalentă „Măgura”, Cisnădie Asistență: 500 Arbitri: Murariu, Tăbăcariu |
| 23 martie 2024 18:00 | 5×                 | Cronica   | 4× 1×                 | Sala Polivalentă „Măgura”, Cisnădie Asistență: 500 Arbitri: Murariu, Tăbăcariu |

| 28 martie 2024 PRO•ARENA17:30 | CSM București | 35 – 35 | HC Dunărea Brăila | Sala Polivalentă, București Asistență: 250 Arbitri: Pârvu, Potîrniche |
| 28 martie 2024 PRO•ARENA17:30 | Neagu 9       | (19–15) | Da Rocha 9        | Sala Polivalentă, București Asistență: 250 Arbitri: Pârvu, Potîrniche |
| 28 martie 2024 PRO•ARENA17:30 | 1× 1×         | Cronica | 1×                | Sala Polivalentă, București Asistență: 250 Arbitri: Pârvu, Potîrniche |

| 24 aprilie 2024 18:00 | CS Minaur Baia Mare | 24 – 27 | CS Gloria 2018 Bistrița | Sala Sporturilor „Lascăr Pană”, Baia Mare Arbitri: Mârza, Nedelea |
| 24 aprilie 2024 18:00 | Vujović 6           | (10–15) | Bazaliu 8               | Sala Sporturilor „Lascăr Pană”, Baia Mare Arbitri: Mârza, Nedelea |
| 24 aprilie 2024 18:00 | 6×                  | Cronica | 4× 2×                   | Sala Sporturilor „Lascăr Pană”, Baia Mare Arbitri: Mârza, Nedelea |

1) În urma înfrângerii din această etapă, CS Universitar Știința București a retrogradat matematic în Divizia A, nemaiputând ajunge la puncte echipele aflate pe locurile 11-12.

### Etapa a XXI-a
| 30 martie 2024 13:00 | CSU Știința București | 21 – 28 | CS Rapid București | Sala Agronomia, București Arbitri: Murariu, Paraschiv |
| 30 martie 2024 13:00 | Čavlović, Petrea 4    | (7–12)  | O. Kanor           | Sala Agronomia, București Arbitri: Murariu, Paraschiv |
| 30 martie 2024 13:00 | 2×                    | Cronica | 5× 1×              | Sala Agronomia, București Arbitri: Murariu, Paraschiv |

| 30 martie 2024 PRO•ARENA17:30 | SCM Râmnicu Vâlcea | 33 – 25 | CS Minaur Baia Mare | Sala Sporturilor „Traian”, Râmnicu Vâlcea Arbitri: Lovin, Stancu |
| 30 martie 2024 PRO•ARENA17:30 | Hagman 8           | (20–15) | Spugnini 5          | Sala Sporturilor „Traian”, Râmnicu Vâlcea Arbitri: Lovin, Stancu |
| 30 martie 2024 PRO•ARENA17:30 | 4× 1×              | Cronica | 4× 1× 1×            | Sala Sporturilor „Traian”, Râmnicu Vâlcea Arbitri: Lovin, Stancu |

| 30 martie 2024 Facebook CSM Târgu Jiu18:00 | CSM Târgu Jiu | 25 – 23 | CS Măgura Cisnădie | Sala Sporturilor, Târgu Jiu Asistență: 800 Arbitri: Agliceriu, Turdean |
| 30 martie 2024 Facebook CSM Târgu Jiu18:00 | Paulo 9       | (14–11) | İskit 9            | Sala Sporturilor, Târgu Jiu Asistență: 800 Arbitri: Agliceriu, Turdean |
| 30 martie 2024 Facebook CSM Târgu Jiu18:00 | 4× 2× 1×      | Cronica | 2× 3×              | Sala Sporturilor, Târgu Jiu Asistență: 800 Arbitri: Agliceriu, Turdean |

| 30 martie 2024 18:00 | SCM Gloria Buzău | 35 – 30 | HC Zalău | Sala Sporturilor „Romeo Iamandi”, Buzău Asistență: 1000 Arbitri: Basso, Tofan |
| 30 martie 2024 18:00 | Ilina 7          | (14–16) | Stamin 7 | Sala Sporturilor „Romeo Iamandi”, Buzău Asistență: 1000 Arbitri: Basso, Tofan |
| 30 martie 2024 18:00 | 5× 3×            | Cronica | 3×       | Sala Sporturilor „Romeo Iamandi”, Buzău Asistență: 1000 Arbitri: Basso, Tofan |

| 30 martie 2024 18:00 | SCM Craiova | 35 – 37 | CSM Corona Brașov | Sala Polivalentă, Craiova Asistență: 250 Arbitri: Gheșoiu, Tita |
| 30 martie 2024 18:00 | Bojičić 9   | (18–16) | Pletikosić 11     | Sala Polivalentă, Craiova Asistență: 250 Arbitri: Gheșoiu, Tita |
| 30 martie 2024 18:00 | 3×          | Cronica | 4× 1×             | Sala Polivalentă, Craiova Asistență: 250 Arbitri: Gheșoiu, Tita |

| 31 martie 2024 17:00 | HC Dunărea Brăila | 33 – 231) | CS Dacia Mioveni 2012  | Sala Polivalentă „Danubius”, Brăila Asistență: 1782 Arbitri: Mărgărit, Voicu |
| 31 martie 2024 17:00 | Živković 7        | (15–9)    | Cîrjan, Dežić, Tatar 5 | Sala Polivalentă „Danubius”, Brăila Asistență: 1782 Arbitri: Mărgărit, Voicu |
| 31 martie 2024 17:00 | 3× 1×             | Cronica   | 1×                     | Sala Polivalentă „Danubius”, Brăila Asistență: 1782 Arbitri: Mărgărit, Voicu |

| 17 aprilie 2024 PRO•ARENA17:30 | CS Gloria 2018 Bistrița | 32 – 42 | CSM București         | TeraPlast Arena, Bistrița Asistență: 3000 Arbitri: Belean, Hendrea |
| 17 aprilie 2024 PRO•ARENA17:30 | Bazaliu 8               | (12–21) | Arntzen, Østergaard 7 | TeraPlast Arena, Bistrița Asistență: 3000 Arbitri: Belean, Hendrea |
| 17 aprilie 2024 PRO•ARENA17:30 | 1×                      | Cronica | 1× 7×                 | TeraPlast Arena, Bistrița Asistență: 3000 Arbitri: Belean, Hendrea |

1) După decizia FRH de a sancționa echipa CS Dacia Mioveni 2012 cu scăderea câte unui punct la fiecare 10 zile, aceasta a retrogradat.1)

### Etapa a XXII-a
| 20 aprilie 2024 11:00 | CS Minaur Baia Mare | 38 – 24 | CSU Știința București | Sala Sporturilor „Lascăr Pană”, Baia Mare Asistență: 900 Arbitri: Badea, Sándor |
| 20 aprilie 2024 11:00 | Gomes 6             | (19–10) | Dăscălete 6           | Sala Sporturilor „Lascăr Pană”, Baia Mare Asistență: 900 Arbitri: Badea, Sándor |
| 20 aprilie 2024 11:00 | 1× 1×               | Cronica |                       | Sala Sporturilor „Lascăr Pană”, Baia Mare Asistență: 900 Arbitri: Badea, Sándor |

| 24 aprilie 2024 PRO•ARENA15:00 | CSM București | 41 – 34 | SCM Râmnicu Vâlcea | Sala Polivalentă, București Arbitri: Stark, Ștefan |
| 24 aprilie 2024 PRO•ARENA15:00 | Neagu 11      | (19–15) | De Jong, Hagman 7  | Sala Polivalentă, București Arbitri: Stark, Ștefan |
| 24 aprilie 2024 PRO•ARENA15:00 | 4×            | Cronica | 5× 1×              | Sala Polivalentă, București Arbitri: Stark, Ștefan |

| 27 aprilie 2024 11:00 | CS Dacia Mioveni 2012 | 18 – 33 | CS Gloria 2018 Bistrița | Sala Sporturilor, Mioveni Asistență: 100 Arbitri: Agliceriu, Turdean |
| 27 aprilie 2024 11:00 | Isić 5                | (10–20) | Kpodar 7                | Sala Sporturilor, Mioveni Asistență: 100 Arbitri: Agliceriu, Turdean |
| 27 aprilie 2024 11:00 | 4×                    | Cronica | 2× 1×                   | Sala Sporturilor, Mioveni Asistență: 100 Arbitri: Agliceriu, Turdean |

| 27 aprilie 2024 13:00 | CS Rapid București   | 31 – 20 | CSM Târgu Jiu            | Sala Polivalentă „Rapid”, București Arbitri: Drăghici, Drăguț |
| 27 aprilie 2024 13:00 | Janjušević, Korsós 6 | (15–8)  | Frățilescu, Zinatulina 5 | Sala Polivalentă „Rapid”, București Arbitri: Drăghici, Drăguț |
| 27 aprilie 2024 13:00 | 3× 1×                | Cronica | 2× 1×                    | Sala Polivalentă „Rapid”, București Arbitri: Drăghici, Drăguț |

| 27 aprilie 2024 PRO•ARENA15:00 | HC Zalău | 29 – 24 | SCM Craiova     | Sala Sporturilor „Gheorghe Tadici”, Zalău Asistență: 200 Arbitri: Gherman, Moldovan |
| 27 aprilie 2024 PRO•ARENA15:00 | Lazić 8  | (15–9)  | Milosavljević 7 | Sala Sporturilor „Gheorghe Tadici”, Zalău Asistență: 200 Arbitri: Gherman, Moldovan |
| 27 aprilie 2024 PRO•ARENA15:00 | 3× 3×    | Cronica | 1× 2×           | Sala Sporturilor „Gheorghe Tadici”, Zalău Asistență: 200 Arbitri: Gherman, Moldovan |

| 27 aprilie 2024 PRO•ARENA17:30 | CSM Corona Brașov | 23 – 27 | HC Dunărea Brăila        | Sala „Dumitru Popescu Colibași”, Brașov Asistență: 900 Arbitri: Ciutacu, Stamatoiu |
| 27 aprilie 2024 PRO•ARENA17:30 | Fonseca 5         | (17–16) | Ježić, Rocha, Živković 5 | Sala „Dumitru Popescu Colibași”, Brașov Asistență: 900 Arbitri: Ciutacu, Stamatoiu |
| 27 aprilie 2024 PRO•ARENA17:30 | 4× 2×             | Cronica | 5× 2×                    | Sala „Dumitru Popescu Colibași”, Brașov Asistență: 900 Arbitri: Ciutacu, Stamatoiu |

| 27 aprilie 2024 18:00 | CS Măgura Cisnădie | 36 – 29 | SCM Gloria Buzău  | Sala Polivalentă „Măgura”, Cisnădie Asistență: 380 Arbitri: Ifrim, Ilisei |
| 27 aprilie 2024 18:00 | İskit 13           | (18–16) | Ilina, Moroianu 5 | Sala Polivalentă „Măgura”, Cisnădie Asistență: 380 Arbitri: Ifrim, Ilisei |
| 27 aprilie 2024 18:00 | 4× 1×              | Cronica | 4× 1×             | Sala Polivalentă „Măgura”, Cisnădie Asistență: 380 Arbitri: Ifrim, Ilisei |

### Etapa a XXIII-a
| 1 mai 2024 PRO•ARENA15:00 | HC Zalău | 24 – 30 | CSM Corona Brașov | Sala Sporturilor „Gheorghe Tadici”, Zalău Asistență: 300 Arbitri: Georgescu, Moldoveanu |
| 1 mai 2024 PRO•ARENA15:00 | Stamin 6 | (9–14)  | Boiciuc, Lazăr 5  | Sala Sporturilor „Gheorghe Tadici”, Zalău Asistență: 300 Arbitri: Georgescu, Moldoveanu |
| 1 mai 2024 PRO•ARENA15:00 | 7× 2×    | Cronica | 9× 2× 1×          | Sala Sporturilor „Gheorghe Tadici”, Zalău Asistență: 300 Arbitri: Georgescu, Moldoveanu |

| 1 mai 2024 PRO•ARENA17:30 | CSM Târgu Jiu         | 29 – 25 | CS Minaur Baia Mare | Sala Sporturilor, Târgu Jiu Asistență: 800 Arbitri: Șerbu, Vasilescu |
| 1 mai 2024 PRO•ARENA17:30 | Chiricuță, Moldovan 7 | (17–12) | Pavlović 5          | Sala Sporturilor, Târgu Jiu Asistență: 800 Arbitri: Șerbu, Vasilescu |
| 1 mai 2024 PRO•ARENA17:30 | 2× 2×                 | Cronica | 2× 2×               | Sala Sporturilor, Târgu Jiu Asistență: 800 Arbitri: Șerbu, Vasilescu |

| 1 mai 2024 18:00 | SCM Gloria Buzău | 28 – 32 | CS Rapid București     | Sala Sporturilor „Romeo Iamandi”, Buzău Asistență: 500 Arbitri: Badiu, Barbu |
| 1 mai 2024 18:00 | Ilina 7          | (14–15) | Buceschi, Janjušević 7 | Sala Sporturilor „Romeo Iamandi”, Buzău Asistență: 500 Arbitri: Badiu, Barbu |
| 1 mai 2024 18:00 | 3× 2×            | Cronica | 3× 2× 1×               | Sala Sporturilor „Romeo Iamandi”, Buzău Asistență: 500 Arbitri: Badiu, Barbu |

| 1 mai 2024 18:00 | SCM Râmnicu Vâlcea | 37 – 29 | CS Dacia Mioveni 2012 | Sala Sporturilor „Traian”, Râmnicu Vâlcea Arbitri: Basso, Tofan |
| 1 mai 2024 18:00 | Hagman 9           | (15–12) | Drăgoescu 7           | Sala Sporturilor „Traian”, Râmnicu Vâlcea Arbitri: Basso, Tofan |
| 1 mai 2024 18:00 | 6× 1×              | Cronica | 5× 1×                 | Sala Sporturilor „Traian”, Râmnicu Vâlcea Arbitri: Basso, Tofan |

| 2 mai 2024 PRO•ARENA15:00 | SCM Craiova | 36 – 34 | CS Măgura Cisnădie | Sala Polivalentă, Craiova Asistență: 300 Arbitri: Stark, Ștefan |
| 2 mai 2024 PRO•ARENA15:00 | Mugoša 13   | (18–14) | İskit 11           | Sala Polivalentă, Craiova Asistență: 300 Arbitri: Stark, Ștefan |
| 2 mai 2024 PRO•ARENA15:00 | 4×          | Cronica | × 1×               | Sala Polivalentă, Craiova Asistență: 300 Arbitri: Stark, Ștefan |

| 2 mai 2024 PRO•ARENA17:30 | CS Gloria 2018 Bistrița | 27 – 24 | HC Dunărea Brăila | TeraPlast Arena, Bistrița Asistență: 3000 Arbitri: Pârvu, Potîrniche |
| 2 mai 2024 PRO•ARENA17:30 | Laslo 6                 | (13–11) | Ježić 5           | TeraPlast Arena, Bistrița Asistență: 3000 Arbitri: Pârvu, Potîrniche |
| 2 mai 2024 PRO•ARENA17:30 | 3× 1×                   | Cronica | 5× 1×             | TeraPlast Arena, Bistrița Asistență: 3000 Arbitri: Pârvu, Potîrniche |

| 8 mai 2024 16:00 | CSU Știința București | 21 – 34 | CSM București | Sala Elite, București Asistență: 120 Arbitri: Bărgăuan, Nicolaevici |
| 8 mai 2024 16:00 | Lăscăteu 5            | (7–16)  | Stoica 6      | Sala Elite, București Asistență: 120 Arbitri: Bărgăuan, Nicolaevici |
| 8 mai 2024 16:00 |                       | Cronica | 1× 1×         | Sala Elite, București Asistență: 120 Arbitri: Bărgăuan, Nicolaevici |

### Etapa a XXIV-a
| 6 mai 2024 PRO•ARENA17:30 | HC Dunărea Brăila | 31 – 29 | SCM Râmnicu Vâlcea | Sala Polivalentă „Danubius”, Brăila Asistență: 1240 Arbitri: Lovin, Stancu |
| 6 mai 2024 PRO•ARENA17:30 | González 7        | (17–12) | Hagman 8           | Sala Polivalentă „Danubius”, Brăila Asistență: 1240 Arbitri: Lovin, Stancu |
| 6 mai 2024 PRO•ARENA17:30 | 4× 2×             | Cronica | 5× 2×              | Sala Polivalentă „Danubius”, Brăila Asistență: 1240 Arbitri: Lovin, Stancu |

| 7 mai 2024 16:00 | CSM Corona Brașov | 37 – 34 | CS Gloria 2018 Bistrița | Sala „Dumitru Popescu Colibași”, Brașov Asistență: 1500 Arbitri: Manafu, Pavel |
| 7 mai 2024 16:00 | Klikovac 7        | (19–14) | Dahl 6                  | Sala „Dumitru Popescu Colibași”, Brașov Asistență: 1500 Arbitri: Manafu, Pavel |
| 7 mai 2024 16:00 | 4× 2×             | Cronica | 3× 3×                   | Sala „Dumitru Popescu Colibași”, Brașov Asistență: 1500 Arbitri: Manafu, Pavel |

| 10 mai 2024 17:00 | CS Rapid București | 38 – 24 | SCM Craiova | Sala Polivalentă „Rapid”, București Arbitri: Constantin, Enache |
| 10 mai 2024 17:00 | Kassoma 6          | (17–9)  | Mugoša 7    | Sala Polivalentă „Rapid”, București Arbitri: Constantin, Enache |
| 10 mai 2024 17:00 | 2× 1×              | Cronica | 5× 1×       | Sala Polivalentă „Rapid”, București Arbitri: Constantin, Enache |

| 10 mai 2024 18:00 | CS Minaur Baia Mare | 27 – 24 | SCM Gloria Buzău                 | Sala Sporturilor „Lascăr Pană”, Baia Mare Asistență: 800 Arbitri: Drăghici, Drăguț |
| 10 mai 2024 18:00 | Pavlović 7          | (12–10) | Ilina, Iuganu, Keita, Moroianu 4 | Sala Sporturilor „Lascăr Pană”, Baia Mare Asistență: 800 Arbitri: Drăghici, Drăguț |
| 10 mai 2024 18:00 | 7×                  | Cronica | 5× 1×                            | Sala Sporturilor „Lascăr Pană”, Baia Mare Asistență: 800 Arbitri: Drăghici, Drăguț |

| 11 mai 2024 13:00 | CS Dacia Mioveni 2012 | 25 – 22 | CSU Știința București | Sala Sporturilor, Mioveni Asistență: 50 Arbitri: Dudău, Dudău |
| 11 mai 2024 13:00 | Isić 6                | (11–9)  | Bizău 5               | Sala Sporturilor, Mioveni Asistență: 50 Arbitri: Dudău, Dudău |
| 11 mai 2024 13:00 | 2× 2×                 | Cronica | 3× 1×                 | Sala Sporturilor, Mioveni Asistență: 50 Arbitri: Dudău, Dudău |

| 11 mai 2024 16:00 | CSM București | 30 – 271) | CSM Târgu Jiu | Sala Apollo, București Asistență: 400 Arbitri: Agliceriu, Turdean |
| 11 mai 2024 16:00 | Neagu 7       | (15–13)   | Paulo 6       | Sala Apollo, București Asistență: 400 Arbitri: Agliceriu, Turdean |
| 11 mai 2024 16:00 | 6× 2×         | Cronica   | 1×            | Sala Apollo, București Asistență: 400 Arbitri: Agliceriu, Turdean |

| 11 mai 2024 PRO•ARENA17:30 | CS Măgura Cisnădie | 30 – 24 | HC Zalău           | Sala Polivalentă „Măgura”, Cisnădie Asistență: 400 Arbitri: Pârvu, Potîrniche |
| 11 mai 2024 PRO•ARENA17:30 | Roșu 11            | (13–11) | Naumenko, Prikop 5 | Sala Polivalentă „Măgura”, Cisnădie Asistență: 400 Arbitri: Pârvu, Potîrniche |
| 11 mai 2024 PRO•ARENA17:30 | 4× 1×              | Cronica | 5× 2×              | Sala Polivalentă „Măgura”, Cisnădie Asistență: 400 Arbitri: Pârvu, Potîrniche |

1) În urma victoriei din această etapă, CSM București a câștigat matematic titlul național, nemaiputând fi ajunsă de nici o altă echipă.

### Etapa a XXV-a
| 14 mai 2024 18:00 | SCM Gloria Buzău | 28 – 32 | CSM București         | Sala Sporturilor „Romeo Iamandi”, Buzău Asistență: 300 Arbitri: Drăghici, Drăguț |
| 14 mai 2024 18:00 | Ilina 11         | (15–16) | Ingstad, Kobylińska 6 | Sala Sporturilor „Romeo Iamandi”, Buzău Asistență: 300 Arbitri: Drăghici, Drăguț |
| 14 mai 2024 18:00 | 3× 1×            | Cronica | 5× 2×                 | Sala Sporturilor „Romeo Iamandi”, Buzău Asistență: 300 Arbitri: Drăghici, Drăguț |

| 15 mai 2024 16:00 | CSU Știința București | 20 – 34 | HC Dunărea Brăila | Sala Agronomia, București Asistență: 50 Arbitri: Ali, Mihordea |
| 15 mai 2024 16:00 | Șerban 5              | (9–16)  | Raicea 8          | Sala Agronomia, București Asistență: 50 Arbitri: Ali, Mihordea |
| 15 mai 2024 16:00 | 5×                    | Cronica | 4×                | Sala Agronomia, București Asistență: 50 Arbitri: Ali, Mihordea |

| 15 mai 2024 PRO•ARENA17:30 | CS Măgura Cisnădie | 32 – 27 | CSM Corona Brașov | Sala Polivalentă „Măgura”, Cisnădie Asistență: 123 Arbitri: Cazan, Suliman |
| 15 mai 2024 PRO•ARENA17:30 | İskit 15           | (18–14) | Carlos 8          | Sala Polivalentă „Măgura”, Cisnădie Asistență: 123 Arbitri: Cazan, Suliman |
| 15 mai 2024 PRO•ARENA17:30 | 3×                 | Cronica | 2× 1×             | Sala Polivalentă „Măgura”, Cisnădie Asistență: 123 Arbitri: Cazan, Suliman |

| 15 mai 2024 17:30 | HC Zalău    | 18 – 261) | CS Rapid București | Sala Sporturilor „Gheorghe Tadici”, Zalău Asistență: 800 Arbitri: Ciutacu, Stamatoiu |
| 15 mai 2024 17:30 | Lazić 7     | (10–13)   | Janjušević 7       | Sala Sporturilor „Gheorghe Tadici”, Zalău Asistență: 800 Arbitri: Ciutacu, Stamatoiu |
| 15 mai 2024 17:30 | 6× 2× 1× 1× | Cronica   | 5× 3× 1× 1×        | Sala Sporturilor „Gheorghe Tadici”, Zalău Asistență: 800 Arbitri: Ciutacu, Stamatoiu |

| 15 mai 2024 17:30 | SCM Craiova                   | 24 – 24 | CS Minaur Baia Mare | Sala Polivalentă, Craiova Asistență: 200 Arbitri: Drăgănescu, Rădulescu |
| 15 mai 2024 17:30 | Krpež Šlezak, Milosavljević 6 | (10–17) | Cazanga 7           | Sala Polivalentă, Craiova Asistență: 200 Arbitri: Drăgănescu, Rădulescu |
| 15 mai 2024 17:30 | 6× 1×                         | Cronica | 2× 1×               | Sala Polivalentă, Craiova Asistență: 200 Arbitri: Drăgănescu, Rădulescu |

| 15 mai 2024 17:30 | CSM Târgu Jiu | 30 – 28 | CS Dacia Mioveni 2012 | Sala Sporturilor, Târgu Jiu Asistență: 800 Arbitri: Costache, Vasile |
| 15 mai 2024 17:30 | Frățilescu 10 | (17–14) | Dežić 8               | Sala Sporturilor, Târgu Jiu Asistență: 800 Arbitri: Costache, Vasile |
| 15 mai 2024 17:30 | 3× 1×         | Cronica | 2× 2×                 | Sala Sporturilor, Târgu Jiu Asistență: 800 Arbitri: Costache, Vasile |

| 15 mai 2024 PRO•ARENA15:00 | SCM Râmnicu Vâlcea | 41 – 37 | CS Gloria 2018 Bistrița | Sala Sporturilor „Traian”, Râmnicu Vâlcea Arbitri: Gorina, Melencu |
| 15 mai 2024 PRO•ARENA15:00 | Ljepoja 7          | (19–20) | Seraficeanu 11          | Sala Sporturilor „Traian”, Râmnicu Vâlcea Arbitri: Gorina, Melencu |
| 15 mai 2024 PRO•ARENA15:00 | 3× 1×              | Cronica | 2× 1×                   | Sala Sporturilor „Traian”, Râmnicu Vâlcea Arbitri: Gorina, Melencu |

1) În urma rezultatului din meciul direct din această etapă, CS Rapid București s-a clasat pe locul al doilea, iar HC Zalău a devenit obligată să participe la barajul de promovare.

### Etapa a XXVI-a
| 17 mai 2024 PRO•ARENA17:30 | CSM București | 36 – 22 | SCM Craiova     | Sala Agronomina, București Asistență: 324 Arbitri: Mărgărit, Voicu |
| 17 mai 2024 PRO•ARENA17:30 | Ingstad 6     | (20–14) | Milić, Mugoša 6 | Sala Agronomina, București Asistență: 324 Arbitri: Mărgărit, Voicu |
| 17 mai 2024 PRO•ARENA17:30 | 3× 2×         | Cronica | 1× 1×           | Sala Agronomina, București Asistență: 324 Arbitri: Mărgărit, Voicu |

| 18 mai 2024 11:30 | CS Dacia Mioveni 2012 | 33 – 41 | SCM Gloria Buzău | Sala Sporturilor, Mioveni Asistență: 50 Arbitri: Popescu, Trică |
| 18 mai 2024 11:30 | Dežić 9               | (17–23) | Papp, Nicolae 8  | Sala Sporturilor, Mioveni Asistență: 50 Arbitri: Popescu, Trică |
| 18 mai 2024 11:30 | 3×                    | Cronica | 3×               | Sala Sporturilor, Mioveni Asistență: 50 Arbitri: Popescu, Trică |

| 18 mai 2024 17:30 | CSM Corona Brașov | 38 – 34 | SCM Râmnicu Vâlcea | Sala „Dumitru Popescu Colibași”, Brașov Asistență: 1000 Arbitri: Murariu, Paraschiv |
| 18 mai 2024 17:30 | Lasm 7            | (16–23) | Hagman 6           | Sala „Dumitru Popescu Colibași”, Brașov Asistență: 1000 Arbitri: Murariu, Paraschiv |
| 18 mai 2024 17:30 | 3×                | Cronica | 5× 2×              | Sala „Dumitru Popescu Colibași”, Brașov Asistență: 1000 Arbitri: Murariu, Paraschiv |

| 18 mai 2024 17:30 | CS Gloria 2018 Bistrița | 30 – 19 | CSU Știința București | TeraPlast Arena, Bistrița Asistență: 2700 Arbitri: Iacob, Moldovan |
| 18 mai 2024 17:30 | Fujita, Seraficeanu 5   | (15–9)  | Lăscăteu 5            | TeraPlast Arena, Bistrița Asistență: 2700 Arbitri: Iacob, Moldovan |
| 18 mai 2024 17:30 | 3× 1×                   | Cronica | 2×                    | TeraPlast Arena, Bistrița Asistență: 2700 Arbitri: Iacob, Moldovan |

| 18 mai 2024 17:30 | HC Dunărea Brăila             | 43 – 24 | CSM Târgu Jiu | Sala Polivalentă „Danubius”, Brăila Asistență: 2000 Arbitri: Popa, Velișca |
| 18 mai 2024 17:30 | González, Kanaval, Quintino 8 | (19–12) | Paulo 7       | Sala Polivalentă „Danubius”, Brăila Asistență: 2000 Arbitri: Popa, Velișca |
| 18 mai 2024 17:30 | 3× 1×                         | Cronica | 3× 3×         | Sala Polivalentă „Danubius”, Brăila Asistență: 2000 Arbitri: Popa, Velișca |

| 18 mai 2024 17:30 | CS Minaur Baia Mare | 30 – 25 | HC Zalău | Sala Sporturilor „Lascăr Pană”, Baia Mare Arbitri: Barbu, Badiu |
| 18 mai 2024 17:30 | Spugnini 8          | (18–13) | Moisin 7 | Sala Sporturilor „Lascăr Pană”, Baia Mare Arbitri: Barbu, Badiu |
| 18 mai 2024 17:30 | 4×                  | Cronica | 2× 1×    | Sala Sporturilor „Lascăr Pană”, Baia Mare Arbitri: Barbu, Badiu |

| 18 mai 2024 17:30 | CS Rapid București | 32 – 32 | CS Măgura Cisnădie | Sala Polivalentă „Rapid”, București Asistență: 500 Arbitri: Georgescu, Moldoveanu |
| 18 mai 2024 17:30 | O. Kanor 7         | (16–16) | Roșu 15            | Sala Polivalentă „Rapid”, București Asistență: 500 Arbitri: Georgescu, Moldoveanu |
| 18 mai 2024 17:30 | 6× 3×              | Cronica | 2× 1×              | Sala Polivalentă „Rapid”, București Asistență: 500 Arbitri: Georgescu, Moldoveanu |

## Promovare și retrogradare
La ediția 2023-2024 a Ligii Naționale au participat 14 echipe. Conform regulamentului publicat de FRH, echipele clasate pe ultimele două locuri (13 și 14) după ultima etapă a competiției au retrogradat direct în Divizia A. Echipele care au terminat pe locurile 11 și 12 după ultima etapă a competiției au disputat un turneu de baraj împreună cu formațiile clasate pe locurile 3 și 4 la sfârșitul turneului final al Diviziei A.
Echipele care au retrogradat direct au fost următoarele:
- CS Universitar Știința București, retrogradată matematic în urma înfrângerii din 23 martie 2024, din etapa a XX-a.
- CS Dacia Mioveni 2012, retrogradată matematic în urma înfrângerii de pe 31 martie 2024, din etapa a XXI-a;

CSM Slatina și CSM Iași 2020, echipele clasate pe locurile 1 și 2 la turneul final al Diviziei A, au promovat direct în Liga Națională.

### Barajul pentru promovare/menținere în Liga Națională
Regulamentul de desfășurare a ediției 2023-2024 a Ligii Naționale a stabilit ca turneul de baraj să se desfășoare pe 24-26 mai 2024.
|  | Echipe rămase în Liga Națională |
|  | Echipe rămase în Divizia A      |

Actualizat pe 26 mai 2024;
| Loc | Echipa                    | J | V | E | Î | GM | GP | G    | P | Poziție                                |
| --- | ------------------------- | - | - | - | - | -- | -- | ---- | - | -------------------------------------- |
| 1   | CSM Târgu Jiu             | 3 | 3 | 0 | 0 | 88 | 75 | + 13 | 9 | Locul 11 în Liga Națională             |
| 2   | HC Zalău                  | 3 | 2 | 0 | 1 | 83 | 77 | + 6  | 6 | Locul 12 în Liga Națională             |
| 3   | CSM Deva                  | 3 | 0 | 1 | 2 | 83 | 89 | – 6  | 1 | Locul 3 la turneul final al Diviziei A |
| 4   | CS Activ Prahova Ploiești | 3 | 0 | 1 | 2 | 80 | 93 | – 13 | 1 | Locul 4 la turneul final al Diviziei A |

Astfel, la sfârșitul sezonului 2023-2024
- CSM Târgu Jiu și HC Zalău au rămas în Liga Națională;
- CSM Slatina și CSM Iași 2020 au promovat în Liga Națională;

## Clasamentul marcatoarelor
Actualizat pe 18 mai 2023;
| Poz.                        | Nume                        | Echipă                  | Goluri |
| --------------------------- | --------------------------- | ----------------------- | ------ |
| Trofeul Simona Arghir Sandu | Nathalie Hagman (SWE)       | SCM Râmnicu Vâlcea      | 192    |
| 2                           | Aslı İskit (TUR)            | CS Măgura Cisnădie      | 161    |
| 3                           | Emilija Lazić (SRB)         | HC Zalău                | 159    |
| 4                           | Dijana Mugoša (MNE)         | SCM Craiova             | 152    |
| 5                           | Katarina Krpež Šlezak (SRB) | SCM Craiova             | 135    |
| 6                           | Elena Roșu (ROU)            | CS Măgura Cisnădie      | 132    |
| 7                           | Diana Ilina (BLR)           | SCM Gloria Buzău        | 130    |
| 8                           | Cristina Laslo (ROU)        | CS Gloria 2018 Bistrița | 128    |
| 8                           | Alba Spugnini (SPA)         | CS Minaur Baia Mare     | 128    |
| 10                          | Dejana Milosavljević (CRO)  | SCM Craiova             | 127    |
| 11                          | Anniken Wollik (NOR)        | SCM Râmnicu Vâlcea      | 124    |
| 12                          | Alexandra Frățilescu (ROU)  | CSM Târgu Jiu           | 109    |
| 12                          | Katarina Pavlović (CRO)     | CS Minaur Baia Mare     | 109    |
| 14                          | Daniela de Jong (SWE)       | SCM Râmnicu Vâlcea      | 107    |
| 14                          | Matea Pletikosić (MNE)      | CSM Corona Brașov       | 107    |
| 16                          | Azenaide Carlos (ANG)       | CSM Corona Brașov       | 106    |
| 17                          | Mireya González (SPA)       | HC Dunărea Brăila       | 103    |
| 17                          | Orlane Kanor (FRA)          | CS Rapid București      | 103    |
| 19                          | Emilia Galińska (POL)       | CS Măgura Cisnădie      | 102    |
| 19                          | Diana Lăscăteu (ROU)        | CSU Știința București   | 102    |
| 19                          | Cristina Neagu (ROU)        | CSM București           | 102    |